# Parc national de Glacier
Vous lisez un « article de qualité » labellisé en 2008.
Pour les articles homonymes, voir Parc national de Glacier (homonymie).
Le parc national de Glacier (en anglais : Glacier National Park) est un parc national américain situé dans l'État du Montana. Fondé en 1910 et d'une superficie de 4 101 km2, il est bordé au nord par les provinces canadiennes de l'Alberta et de la Colombie-Britannique.
Le parc, qui est constitué de zones montagneuses abritant des dizaines de glaciers, des centaines de lacs et des milliers d'espèces animales et végétales, est l'un des écosystèmes les mieux préservés du pays. Il fait partie d'un écosystème protégé plus étendu (44 000 km2) nommé « Écosystème de la couronne du continent ».
Avec le parc national canadien des Lacs-Waterton, il forme depuis 1932 le parc international de la paix Waterton-Glacier. Cette région composée de deux parcs a été désignée par l'UNESCO réserve de biosphère en 1976 et patrimoine mondial en 1995.
Le parc est parcouru par la célèbre route Going-to-the-Sun Road qui franchit la ligne continentale de partage des eaux tout en permettant aux visiteurs d'entrer au cœur de forêts denses et de prairies alpines. Cette route ainsi que cinq hôtels datant du début du XXe siècle sont classés National Historic Landmarks alors que 350 autres constructions font partie du Registre national des lieux historiques.

## Géographie

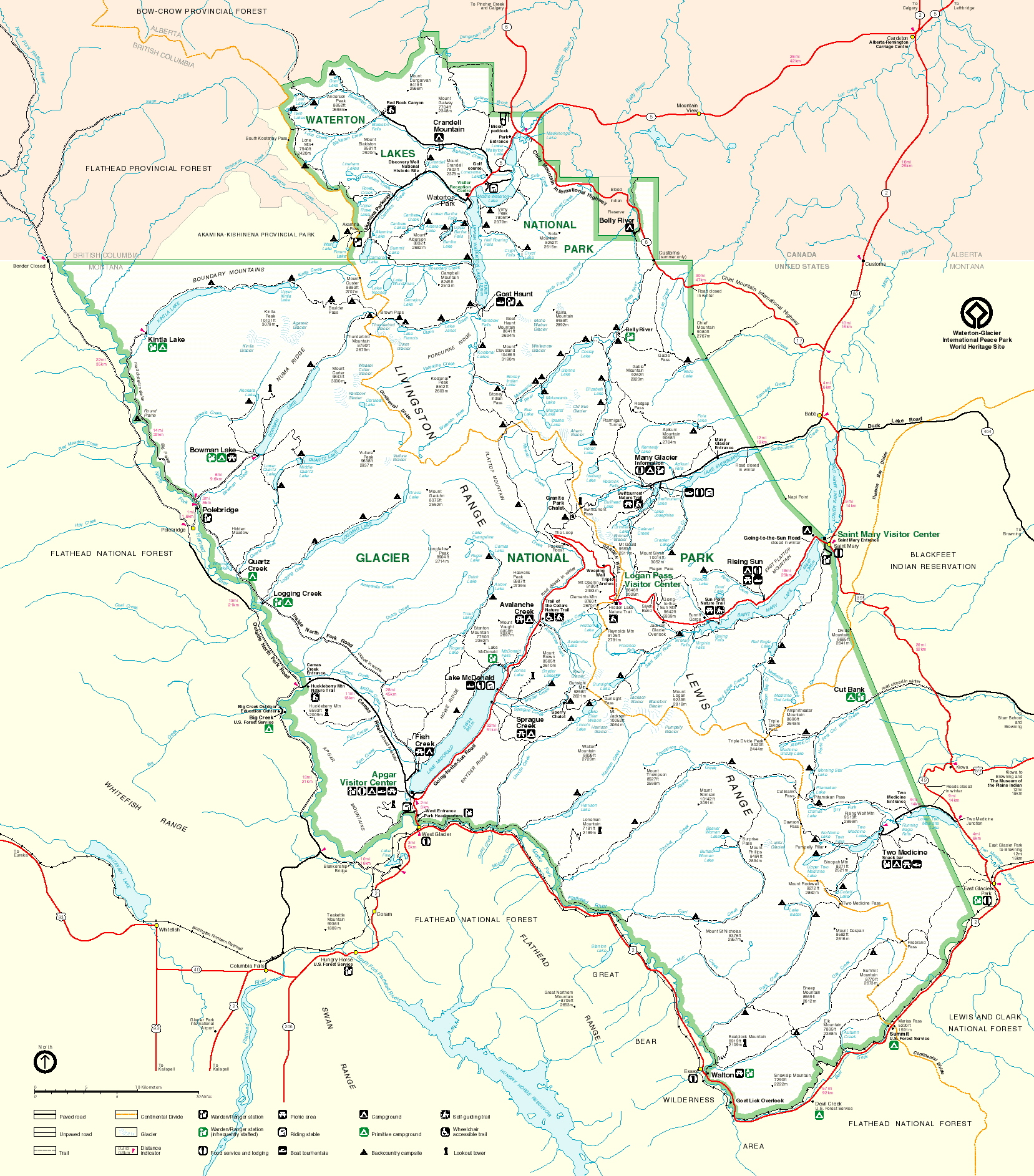
Plan du parc de Glacier et des Lacs-Waterton.

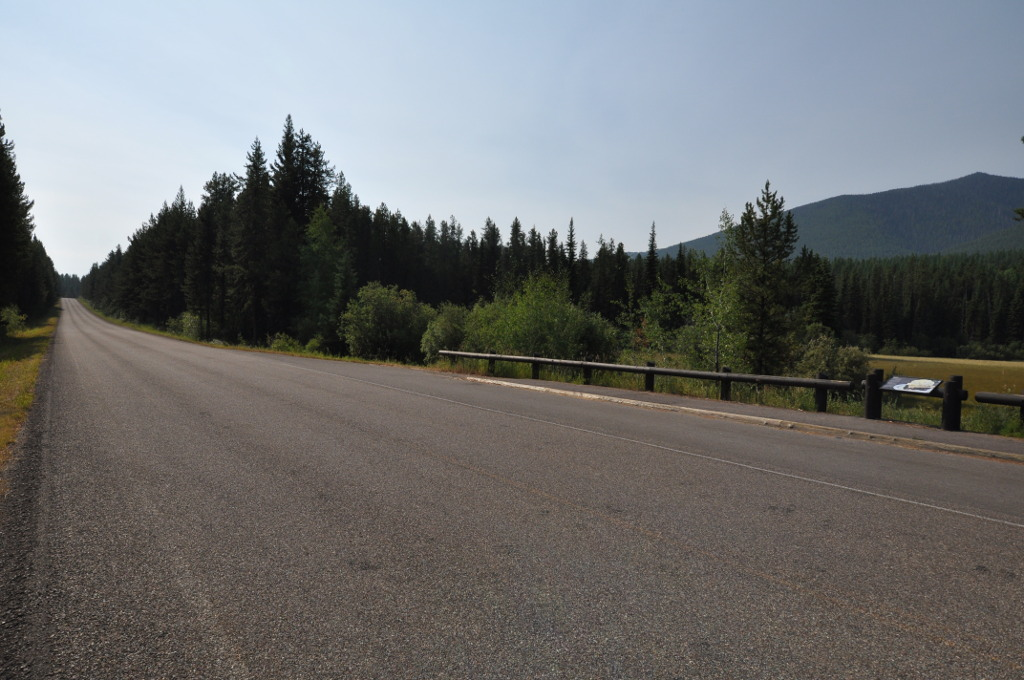
La Camas Creek Cutoff Road, route inscrite au Registre national des lieux historiques.

Le parc est situé au nord-ouest de l'État du Montana, juste à la frontière avec le Canada, dans une région montagneuse faisant partie des montagnes Rocheuses. Le parc est bordé au nord par le parc national des Lacs-Waterton, situé en Alberta (Canada), mais aussi par la forêt provinciale de Flathead et le parc provincial Akamina-Kishinena en Colombie-Britannique. La partie orientale du parc est bordée par la réserve indienne des Pieds-Noirs tandis que les forêts nationales Lewis et Clark et de Flathead bordent les limites méridionales et occidentales du parc.
Le parc n'est pas facilement accessible à cause de son éloignement. Située au nord à environ 300 km, la ville canadienne de Calgary est la localité de plus de 100 000 habitants la plus proche. En effet, l'État du Montana ne possède aucune ville avec une population supérieure à ce seuil. La ville de Kalispell, qui est située à environ 50 km au sud-ouest du parc, avait en effet une population inférieure à 15 000 habitants lors du recensement des États-Unis de 2000.

### Relief
Le parc est traversé dans le sens nord-ouest vers sud-est par les chaînons montagneux de Livingston et de Lewis qui appartiennent aux Rocheuses. Juché à 3 190 m, le mont Cleveland est le point culminant du parc qui ne renferme que dix sommets dépassant les 3 000 m. Après le mont Cleveland viennent les monts Stimpson, Kintla, Jackson, Siyeh et Merritt,.
Le parc est aussi caractérisé par la présence d'un lieu topographique unique au monde dénommé pic Triple Divide (2 446 m). Ce sommet est le point d'intersection de plusieurs lignes de partage des eaux entre les bassins hydrographiques des trois océans que sont l'océan Pacifique, l'océan Atlantique et l'océan Arctique.

### Climat

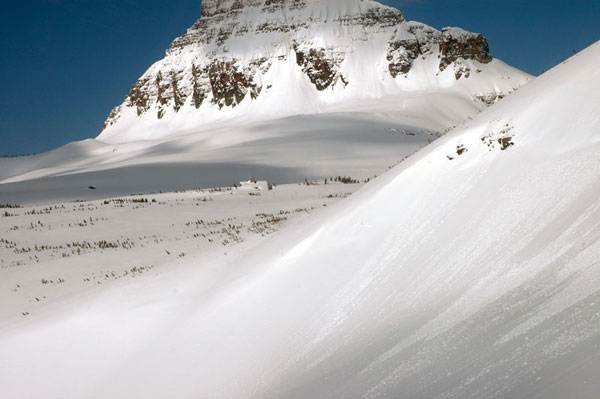
En bas à droite le Big Drift recouvrant la route Going-to-the-Sun Road et au centre la maison du tourisme au col Logan.

Avec des altitudes minimales proches de 1 000 m et des altitudes maximales dépassant les 3 000 m, le climat dans la région du parc national est de type montagnard (Köppen, type H),.
La zone orientale du parc connaît des périodes hivernales plus froides que la partie occidentale. Le climat y est en effet moins influencé par les courants d'air maritimes doux et humides en provenance de l'océan Pacifique qui sont en grande partie stoppés par les montagnes situées à l'ouest du parc. Pour la même raison, les précipitations sont également moins importantes à l'est du parc. Les précipitations les plus faibles sont relevées durant les mois de juillet et août. Sur une année, il tombe en moyenne entre 700 et 800 mm d'eau, ce qui est relativement faible pour des montagnes aussi élevées. Cela s'explique par l'éloignement du parc par rapport aux océans.
Dans les vallées, il est possible d'avoir des précipitations neigeuses entre le mois de septembre et le mois de juin. Néanmoins, les chutes de neige sont surtout concentrées entre le mois de novembre et le mois de mars. Il peut ainsi tomber une épaisseur d'environ 3,5 m de neige vers 1 000 m d'altitude durant toute une année. Les précipitations en haute altitude sont toutefois plus importantes. La route qui traverse le parc est l'une des routes les plus difficiles à déneiger d'Amérique du Nord. Durant l'hiver, au sommet des montagnes, il est possible de trouver des congères dont l'épaisseur dépasse parfois les 25 m, comme le Big Drift au col Logan. Pour déneiger totalement la route au printemps, il faut parfois jusque dix semaines de travail avec des appareils permettant d'enlever jusqu'à 4 000 tonnes de neige par heure. Dans ces conditions, la route n'est ouverte en général que de début juin jusqu'à la mi-octobre au niveau du col Logan.
Les orages sont fréquents durant l'été et des précautions doivent être prises en cas de randonnée. Les conditions météorologiques peuvent varier très fortement au cours d'une même journée. Ainsi, dans la localité de Browning située juste à l'est du parc dans la réserve indienne des Pieds-Noirs, la température est passée de 7 °C à −49 °C en 24 heures en janvier 1916, ce qui est un record national.
Le parc national est très sensible au réchauffement climatique planétaire qui a débuté au XXe siècle. Depuis 1992, un centre de recherche de l'Institut d'études géologiques des États-Unis étudie ces changements et notamment l'impact du réchauffement sur la fonte des glaciers et sur les incendies de forêts. Les variations du type de végétation en altitude, les débits et les températures des cours d'eau, les gaz atmosphériques et les niveaux d'ozone sont relevés et analysés. Les données recueillies, confrontées à celles d'autres lieux de mesure de par le monde, permettent d'établir des corrélations entre ces modifications climatiques à l'échelle du globe.
| Mois                              | jan.  | fév.  | mars  | avril | mai   | juin | jui. | août | sep. | oct.  | nov.  | déc.  | année |
| --------------------------------- | ----- | ----- | ----- | ----- | ----- | ---- | ---- | ---- | ---- | ----- | ----- | ----- | ----- |
| Température minimale moyenne (°C) | −9,7  | −7,5  | −5,2  | −1,2  | 2,8   | 6,5  | 8,5  | 7,8  | 3,8  | −0,1  | −4,1  | −7,6  | 0     |
| Température maximale moyenne (°C) | −2,1  | 1,5   | 9,4   | 11,5  | 17,8  | 21,8 | 26,2 | 25,4 | 19,2 | 11,4  | 2,8   | −1,1  | 11,7  |
| Record de froid (°C)              | −37,2 | −35,5 | −34,4 | −16,1 | −10,5 | −4,4 | −0,5 | −3,3 | −7,8 | −19,4 | −33,9 | −37,8 | −37,8 |
| Record de chaleur (°C)            | 10    | 14,4  | 18,9  | 28,3  | 32,2  | 32,8 | 37,2 | 37,2 | 35   | 25    | 18,3  | 11,1  | 37,2  |
| Précipitations (mm)               | 85,6  | 59,4  | 46,7  | 46    | 66    | 82,8 | 44,2 | 42,4 | 52,3 | 59,4  | 79,2  | 83,3  | 747,3 |
| dont neige (cm)                   | 100,6 | 57,7  | 37,3  | 8,6   | 1,3   | 0,5  | 0    | 0    | 0,2  | 5,3   | 45,7  | 96,5  | 353,7 |

### Hydrographie

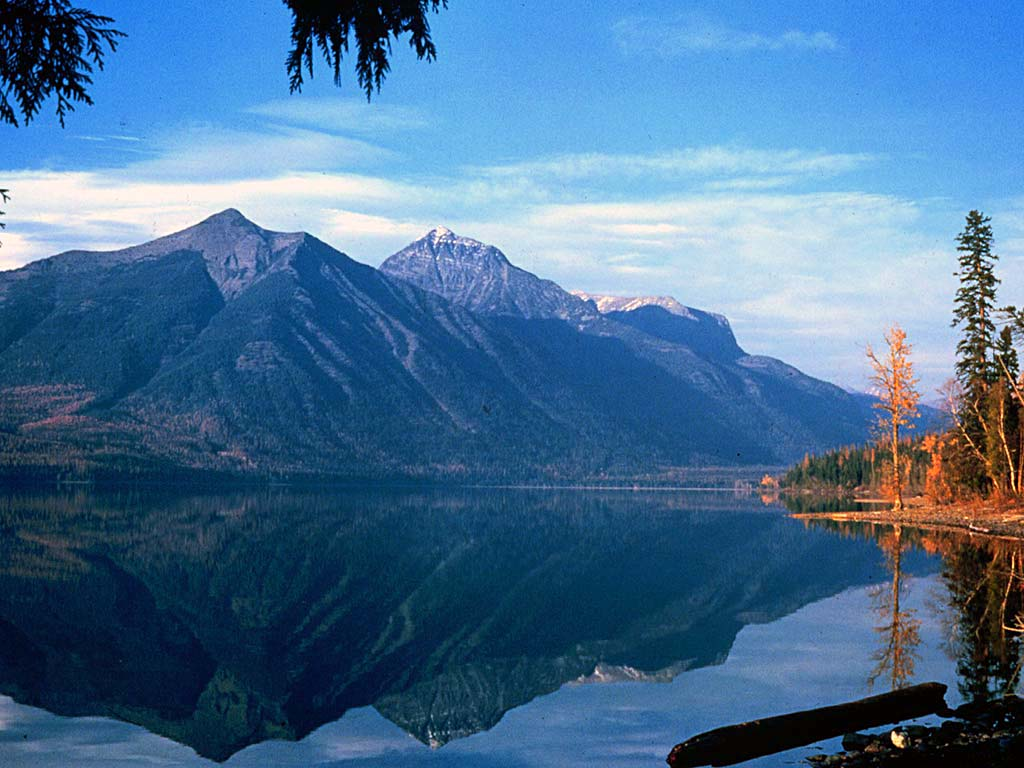
Lac McDonald.

La Flathead est la principale rivière du parc. Elle arrive du Canada par le nord-ouest et trace la limite occidentale du parc en agrémentant son lit avec les cours d'eau situés à l'ouest du Continental Divide. Les eaux de cette rivière rejoignent ensuite l'océan Pacifique par l'intermédiaire du fleuve Columbia. Les cours d'eau du nord et du nord-est du parc partent en direction du Canada où elles forment la rivière Saskatchewan qui se jette plus tard dans le lac Winnipeg. Ce lac se vidange ensuite grâce au fleuve Nelson qui déverse ses eaux au niveau de la baie d'Hudson dans l'océan Arctique. Les eaux des cours d'eau du sud-est du parc, comme la rivière Two Medicine, se jettent dans la rivière Missouri. Cette dernière se jette ensuite dans le fleuve Mississippi qui rejoint le golfe du Mexique dans l'océan Atlantique.
Le parc abrite une dizaine de grands lacs et environ 700 plus petits. Seuls 131 lacs ont été nommés et, parmi ceux-ci, le lac McDonald, le lac St. Mary, le lac Bowman et le lac Kintla sont les quatre plus importants. De nombreux petits lacs formés par l'érosion des glaciers sont localisés dans des cirques à travers le parc. Certains de ces lacs comme le lac Avalanche et le lac Cracker ont une couleur turquoise. Cette coloration est due aux sédiments en suspension provenant des glaciers et qui donnent également une coloration blanchâtre aux cours d'eau parvenant au lac. Les eaux de ces lacs restent froides durant toute l'année avec des températures dépassant rarement les 10 °C en été. Le froid inhibe la croissance du plancton, ce qui favorise la transparence des eaux (la visibilité en dessous de la surface peut atteindre neuf mètres ou plus). Cependant, la faible quantité de plancton ne lui permettant pas de jouer pleinement son rôle de filtre, l'écosystème des lacs est très sensible aux pollutions et toute dégradation de celui-ci peut être considérée comme un système d'alarme en cas de pollution, même mineure.

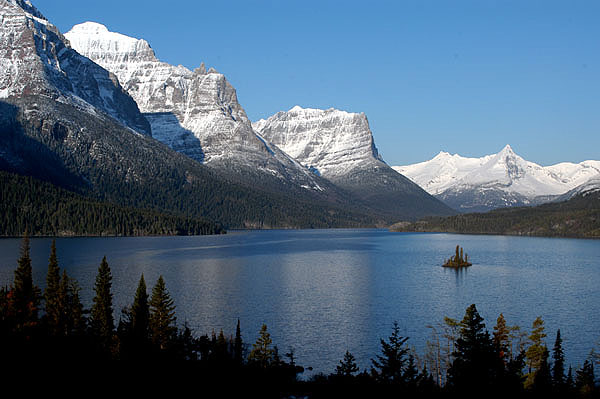
Lac St. Mary et son île Wild Goose Island
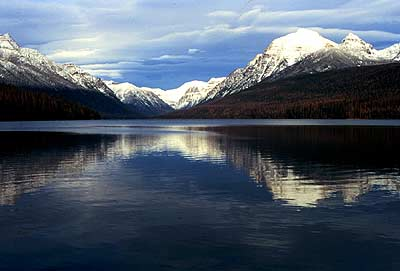
Lac Bowman.
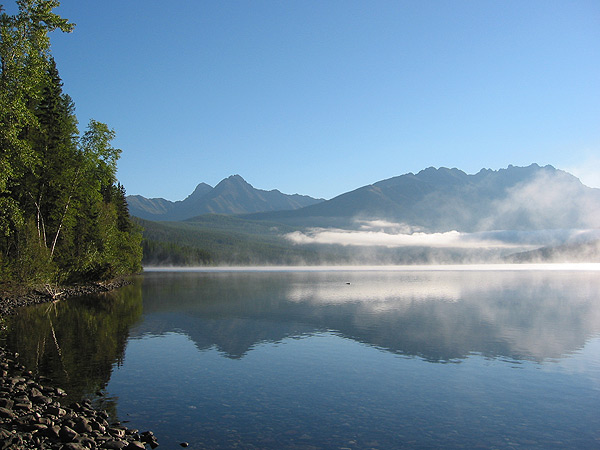
Lac Kintla.
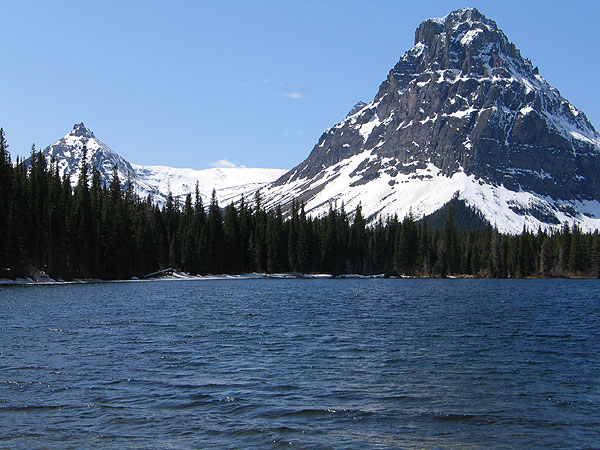
Lac Two Medicine dominé par le mont Sinopah.
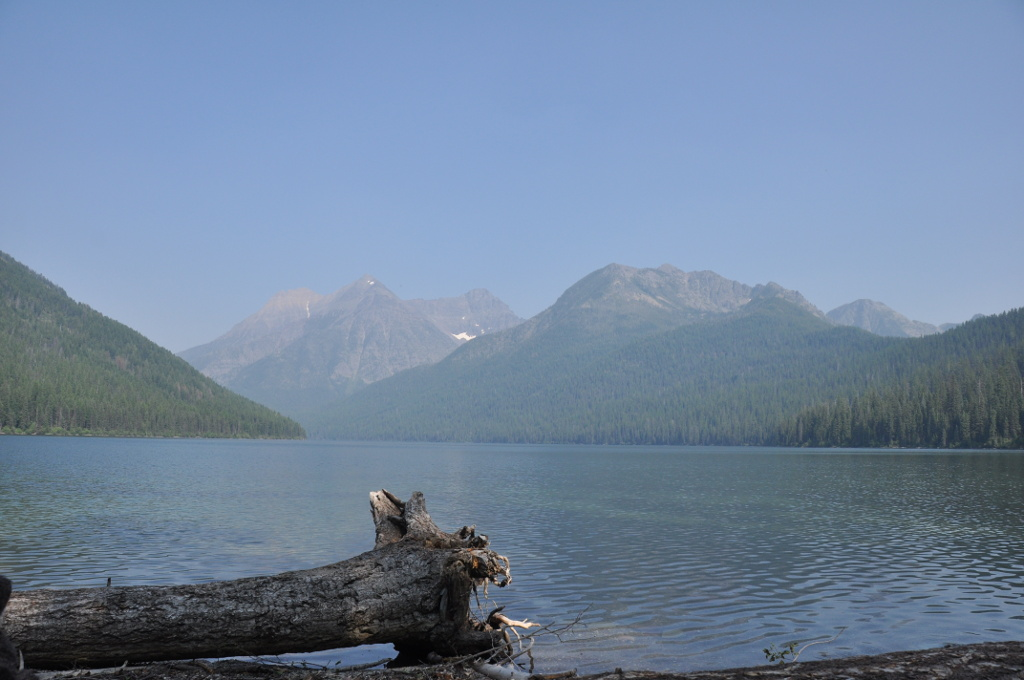
Le lac Quartz.

Il existe environ 200 chutes d'eau réparties à travers le parc même si nombre d'entre elles se réduisent à de petits filets d'eau durant les périodes sèches. Les plus grandes chutes sont les McDonald Falls dans la vallée McDonald et les Swiftcurrent Falls dans la région de Many Glacier. Les chutes Bird Woman se jettent de 150 mètres de haut sur le versant nord du mont Oberlin.

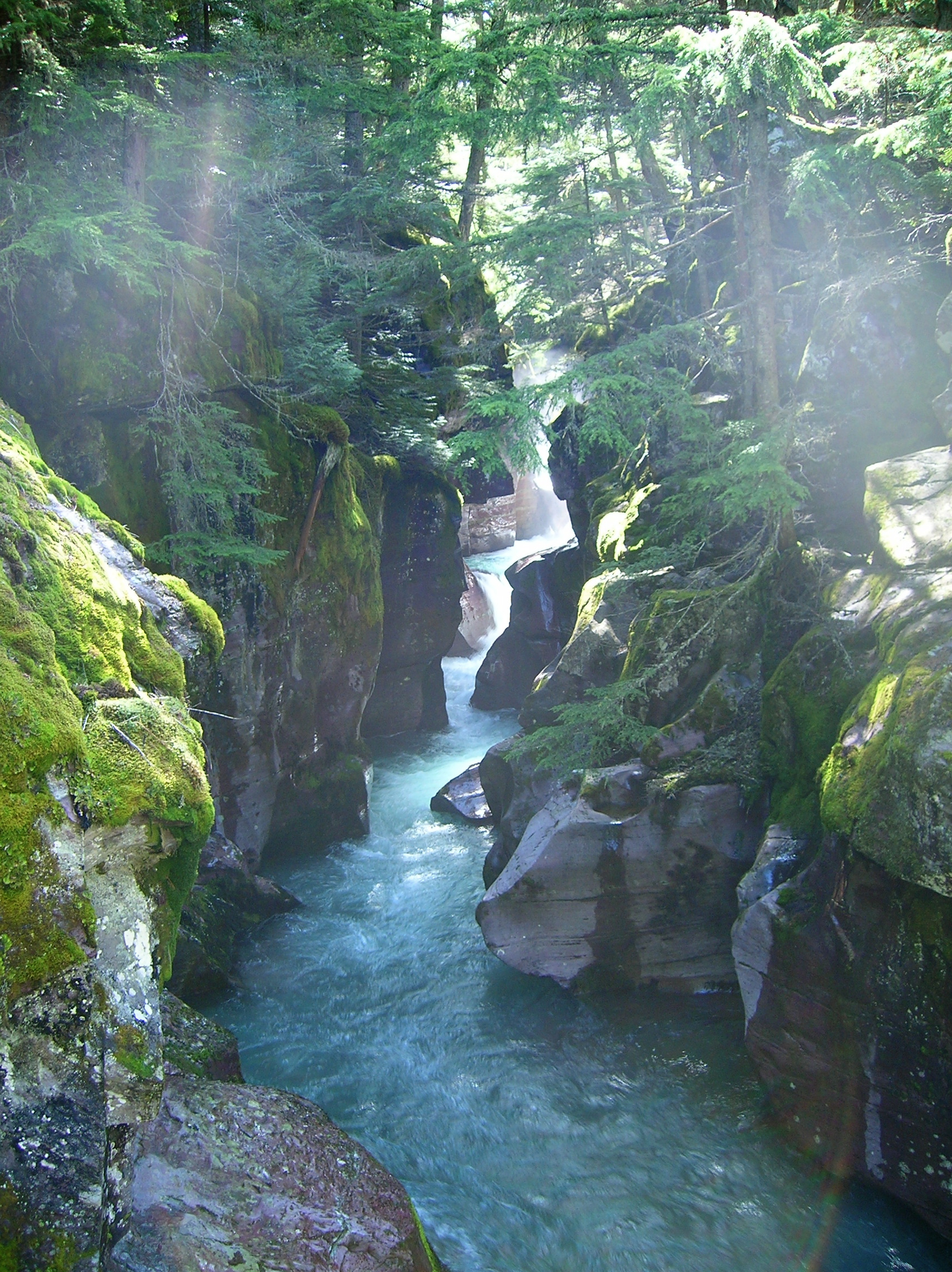
Avalanche Creek près du sentier Trail of the Cedars.
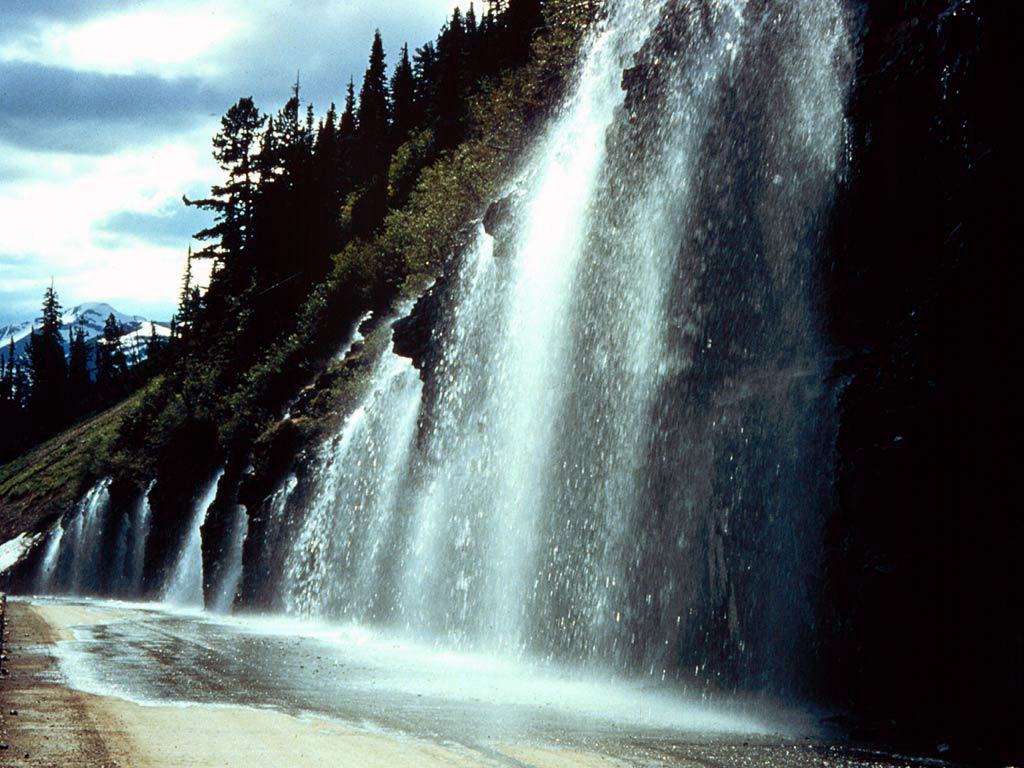
Weeping Wall.
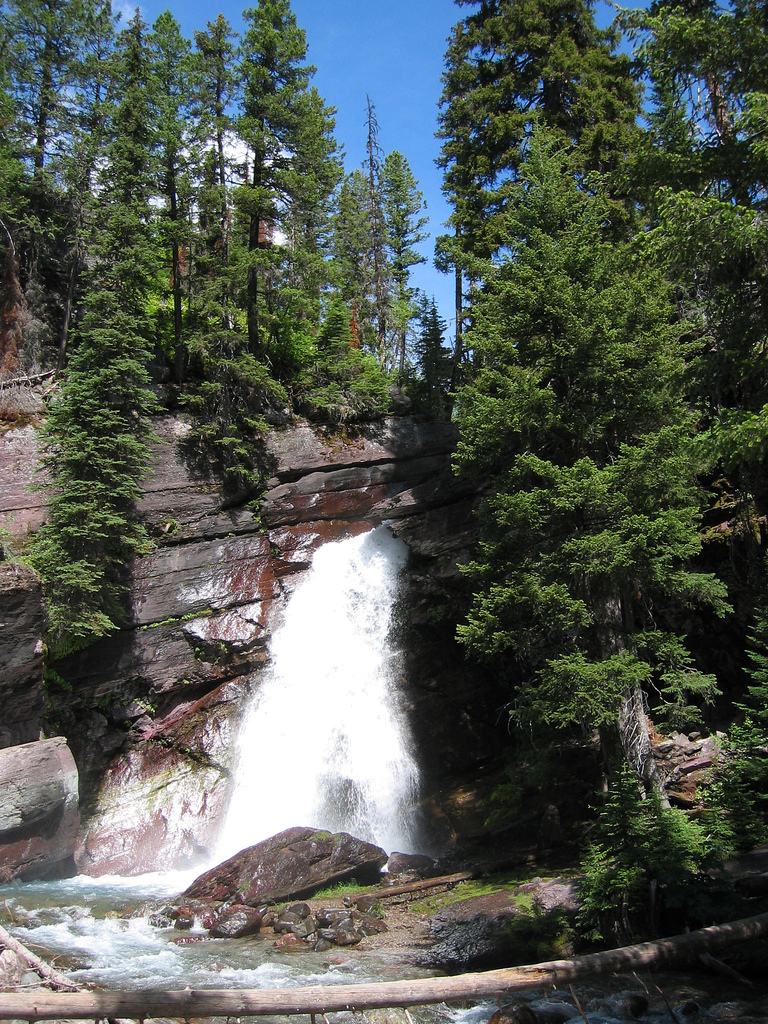
Baring Falls.

## Géologie

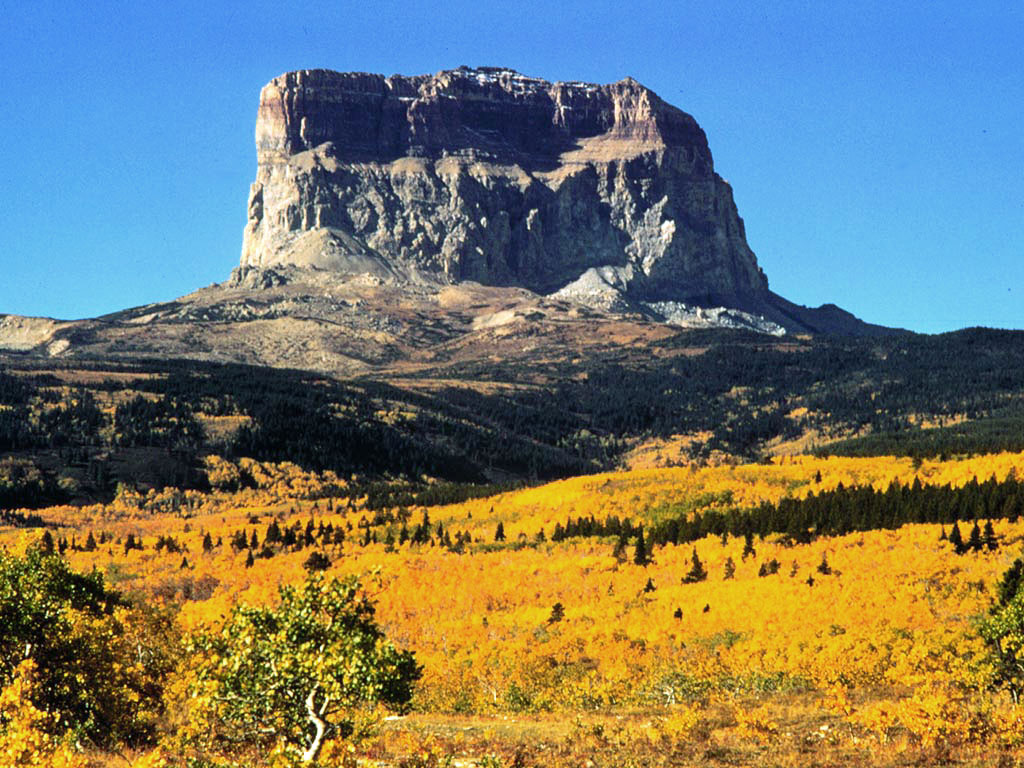
Chief Mountain est une montagne isolée à la limite orientale du parc.

Les roches du parc sont en grande partie de type sédimentaire. Ces roches proviennent du dépôt de sédiments au fond de mers il y a environ 1,5 milliard d'années. 

Lors de la formation des montagnes Rocheuses, un phénomène appelé chevauchement de Lewis débuta il y a 170 millions d'années. Ce phénomène, causé par la collision entre plaques tectoniques, a soulevé un gigantesque bloc de roches anciennes long de 250 km, large de 80 km et épais d'environ 5 km. Les vieilles roches (datant du Protérozoïque) sont ainsi repassées au-dessus des couches de roches plus récentes datant du Crétacé (70 millions d'années). Cela va à l'encontre des principes habituels de la géologie car, en général, les roches les plus jeunes sont situées au-dessus des roches plus anciennes. Une des traces les plus visibles du phénomène se matérialise par la Chief Mountain. Ce pic isolé et érodé à la limite orientale du parc s'élève rapidement au-dessus des plaines qui s'étendent à perte de vue vers l'est.
Les roches du parc font partie des roches datant du Protérozoïque les mieux préservées au niveau mondial. Les fossiles présents dans ces roches sont très bien préservés et ont permis de faire de nombreuses découvertes permettant de déterminer ce qu'était la vie sur la planète à cette période. Les roches du parc présentent parfois des caractéristiques qui prouvent qu'elles tirent leurs origines dans un milieu sédimentaire marin. On peut ainsi trouver des laminations millimétriques, des rides de sable, des fentes de dessiccation, des pseudomorphoses de sel, des impacts fossilisés de gouttes d'eau ou encore des oolithes. Les roches beiges et blanches sont des roches calcaires ou des dolomites. Plus rares, les roches rouges (fer oxydé) et vertes (fer non oxydé) dans le parc sont des siltites schisteux.
Six espèces fossilisées de stromatolites (organismes primaires proches des algues) ont été découvertes dans le parc. Elles auraient habité les lieux il y a un milliard d'années,.
La découverte dans le parc d'une strate rocheuse d'une épaisseur pouvant atteindre 600 m et dénommée « formation géologique d'Appekunny » permit aux géologues de prouver que la vie était apparue bien avant ce que l'on pensait avant cette découverte. Cette strate rocheuse contient en effet des traces fossiles des plus vieux organismes identifiés d'animaux (métazoaires) sur la Terre.

### Glaciers
Le parc national est composé de vallées formées par d'énormes glaciers ayant existé lors de la dernière glaciation et disparus il y a environ 15 000 ans. Ils ont laissé des vallées en forme de U, des cirques naturels et des moraines. Depuis la fin du dernier âge glaciaire, plusieurs plus petits réchauffements et refroidissements du climat se sont produits. Le dernier refroidissement important, le petit âge glaciaire, est survenu entre 1550 et 1850. Durant cette période, les glaciers du parc se sont étendus sans pour autant atteindre des dimensions semblables à celles de la dernière grande glaciation. Le parc fut exploré pour la première fois vers la fin de cette petite période de refroidissement et les glaciers purent être étudiés, photographiés et cartographiés. Ces relevés avaient plus un but touristique et d'exploitation minière qu'un but écologique visant à étudier le comportement des glaciers de la région.
Durant le milieu du XXe siècle, l'examen de ces données permit néanmoins de prouver que les glaciers avaient subi depuis lors une fonte importante et que ceux-ci avaient fortement reculé ou avaient tout simplement disparu. Des photos du glacier Grinnell prises entre 1938 et 2005 confirment également que le retrait des glaciers s'est poursuivi jusqu'à nos jours.
| Grinnell1 | Grinnell2 | Grinnell3 | Grinnell4 |
| 1938      | 1981      | 1998      | 2005      |

Dans les années 1980, l'Institut d'études géologiques des États-Unis commença à étudier systématiquement les glaciers toujours survivants. En 2005, il ne restait plus que 27 glaciers dans le parc et les scientifiques avaient pour prévision une disparition totale de ceux-ci pour 2030 à cause du réchauffement climatique. Ce retrait des glaciers débuté en 1850 est une tendance planétaire et il s'est accéléré depuis les années 1980. Les observations faites sur les glaciers du parc mais aussi sur tout le globe indiquent un changement climatique à l'échelle planétaire et pas seulement dans le parc. Sans un retour rapide d'un climat plus froid, les glaciers devraient rapidement disparaitre.
De 1850 à 1917, les glaciers du parc ont fondu très lentement. Entre 1917 et la fin des années 1930, la vitesse du retrait s'est accélérée. Un léger refroidissement s'est ensuite produit de 1940 à 1979. Celui-ci a permis de diminuer la vitesse du retrait et a même permis à certains glaciers de se reconstituer légèrement. À partir des années 1980, le retrait s'est à nouveau accéléré et il se poursuit encore au XXIe siècle.
En 1850, les glaciers situés dans les régions des glaciers de Blackfoot et de Jackson recouvraient 21,6 km2 alors qu'en 1979 ceux-ci ne s'étendaient plus que sur 7,4 km2. Cela représente une diminution de 65 % de la superficie des glaciers. Lors de la création du parc, les glaciers de Jackson et de Blackfoot ne faisaient qu'un mais depuis 1939, ceux-ci sont indépendants.
L'impact de la fonte des glaciers sur l'écosystème du parc n'est pas encore connu parfaitement mais certaines plantes et certains animaux souffriraient du réchauffement des eaux des rivières causé par la diminution du nombre de glaciers et certains habitats adaptés à ces animaux pourraient devenir invivables pour certaines espèces. Les rivières sont de moins en moins bien alimentées durant les étés par manque d'eau en provenance de la fonte des glaciers. Cela a aussi un impact sur le risque d'incendie étant donné la diminution de l'alimentation en eau des forêts. L'impact sera également économique car les glaciers sont attractifs pour les visiteurs qui alimentent le tourisme local.

## Milieu naturel
La densité de population est relativement faible aux alentours du parc et les industries des régions proches du parc sont assez peu nombreuses. Dans le parc, le nombre d'hôtels est limité et ceux-ci ne sont présents qu'en de rares endroits. Les eaux sont néanmoins polluées par certains composés amenés de loin par les précipitations neigeuses ou pluvieuses. Néanmoins, cette pollution est très faible et les eaux sont en haut de l'échelle de qualité des eaux de l'État du Montana. Cette faible pollution permet au parc de posséder un des écosystèmes les mieux préservés aux États-Unis.

### Flore

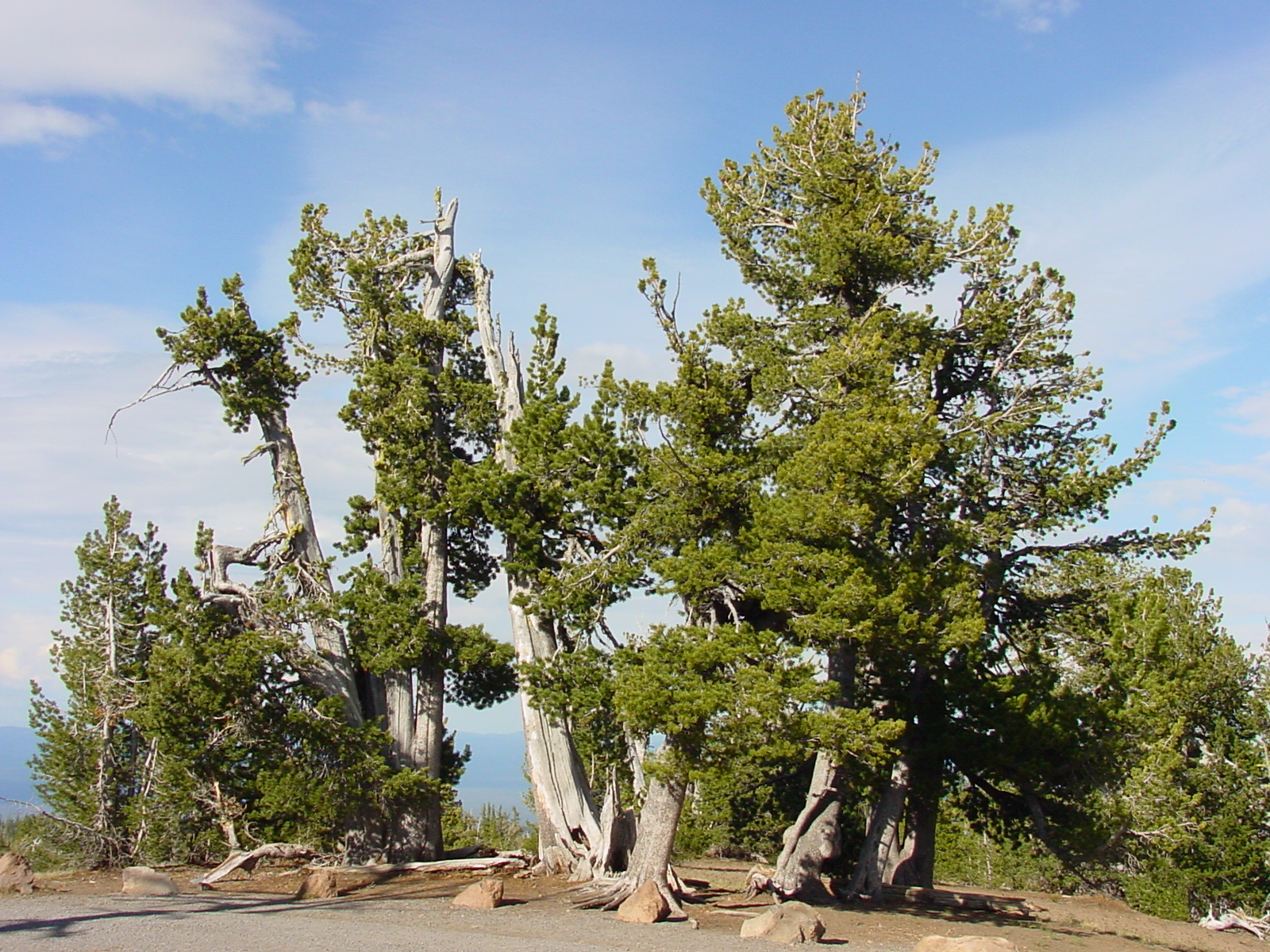
Pins à écorce blanche.

Glacier fait partie d'un plus large écosystème fréquemment dénommé « Écosystème de la couronne du continent ». La plupart des plantes et des animaux présents lors des premières explorations européennes sont toujours visibles dans le parc 200 ans plus tard.
1 132 espèces de plantes ont été identifiées dans le parc. Environ 55 % du parc est recouvert de forêts composées à 60 % de conifères. On trouve ainsi le thuya géant de Californie, la pruche de l'Ouest, l'épicea d'Engelmann, le sapin de Douglas, le sapin subalpin, le pin flexible, le pin à écorce blanche et le mélèze de l'Ouest qui est un conifère caduc. Le peuplier baumier et le tremble sont les feuillus les plus répandus dans le parc, notamment à basse altitude le long des lacs et des cours d'eau. L'altitude de la limite des arbres dans la partie orientale du parc est 244 mètres plus basse que sur la partie occidentale. Ceci s'explique par la présence de masses d'air plus froides en provenance de l'intérieur du continent. La partie occidentale bénéficie quant à elle d'un climat plus humide et plus doux grâce aux masses d'air en provenance de l'océan Pacifique. Ce climat plus doux se traduit par une plus forte densité d'arbres et par des arbres de plus grande taille. À plus haute altitude, la forêt fait place à une végétation alpine de toundra composée d'herbes et de plantes pouvant se contenter pour survivre d'une période sans neige d'à peine 3 mois. On recense trente espèces de plantes endémiques au parc de Glacier et aux forêts nationales environnantes. Il s'agit par exemple de Xerophyllum tenax, une grande liliacée à fleurs blanches ayant besoin de beaucoup d'humidité et dont la floraison se déroule de juillet à août. Le parc abrite entre autres Mimulus breweri ou encore l'érythrone à grandes fleurs, l'épilobe en épi, la balsamorhize à feuilles deltoïdes, plusieurs espèces de « pinceau indien » (entre autres Castilleja miniata, Castilleja occidentalis, Castilleja rhexiifolia), le cypripède des montagnes, l'isoète de Bolander, la phacélie de Lyall,.
Les forêts peuvent être classées en trois zones distinctes en fonction du climat. La forêt de l'ouest et du nord-ouest est dominée par l'épicéa et le sapin tandis que la forêt du sud-ouest accueille le thuya géant de Californie et des tsuga. À l'est du Continental Divide, la forêt est composée d'un mélange de pins, de sapins, d'épicéas et de prairies.
Dans la vallée du lac McDonald, qui apporte une certaine humidité, pousse le thuya géant de Californie ce qui fait de la région l'écosystème à climat de type pacifique le plus à l'est du continent.
Des zones entières composées de pins à écorce blanche ont été fortement endommagées par un parasite dénommé rouille vésiculeuse du Pin blanc. Cette maladie a été introduite accidentellement en Amérique du Nord en provenance d'Europe en 1906. Or les pins du continent ne sont pas habitués à cette maladie et résistent très mal. Dans le parc et dans les régions avoisinantes, 30 % de ces pins sont morts alors que 70 % des pins restants sont infectés. Pourtant, ce pin qui produit dans ses cônes des semences très énergétiques, est le garde-manger favori des écureuils roux et des cassenoix d'Amérique. Les grizzlis et les ours noirs sont par ailleurs connus pour apprécier tout particulièrement les réserves de graines faites par les écureuils en prévision de l'hiver. Entre 1930 et 1970, les efforts pour combattre l'extension de la rouille vésiculeuse furent un échec et les espèces dépendantes de ce pin souffrent également de cette épidémie.

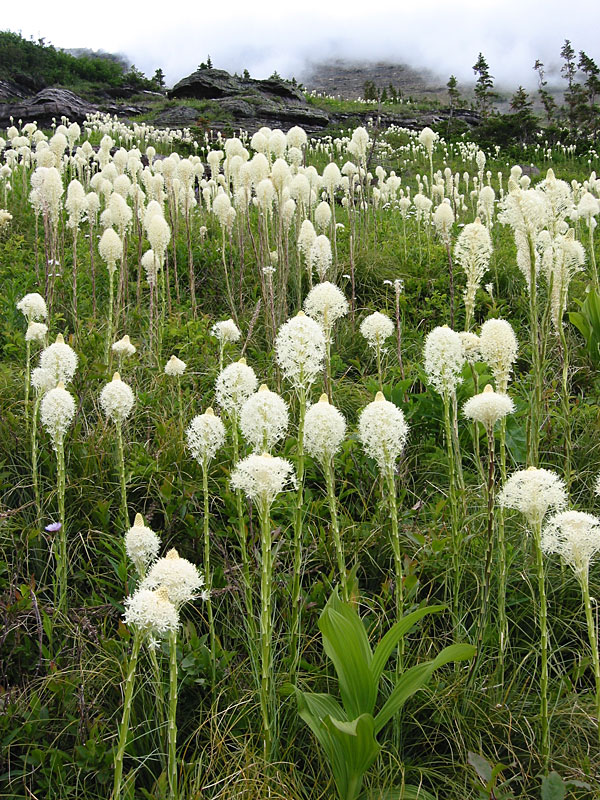
Xerophyllum tenax une xérophylle liée à l'image du parc.
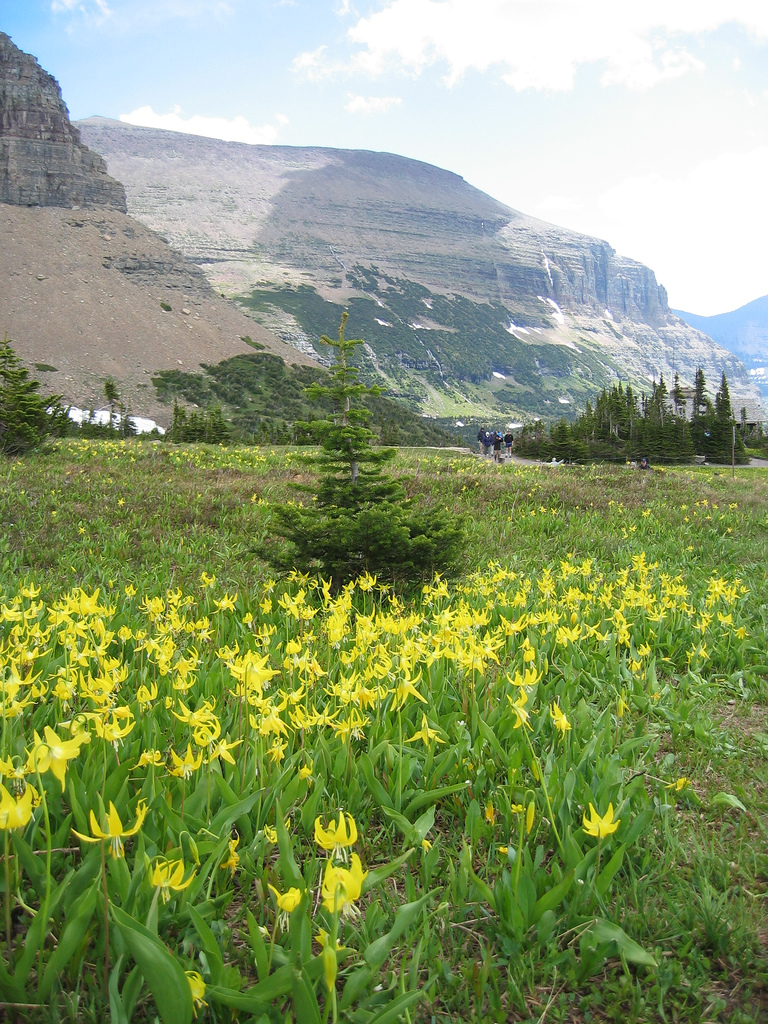
Prairie d'érythrone à grandes fleurs.
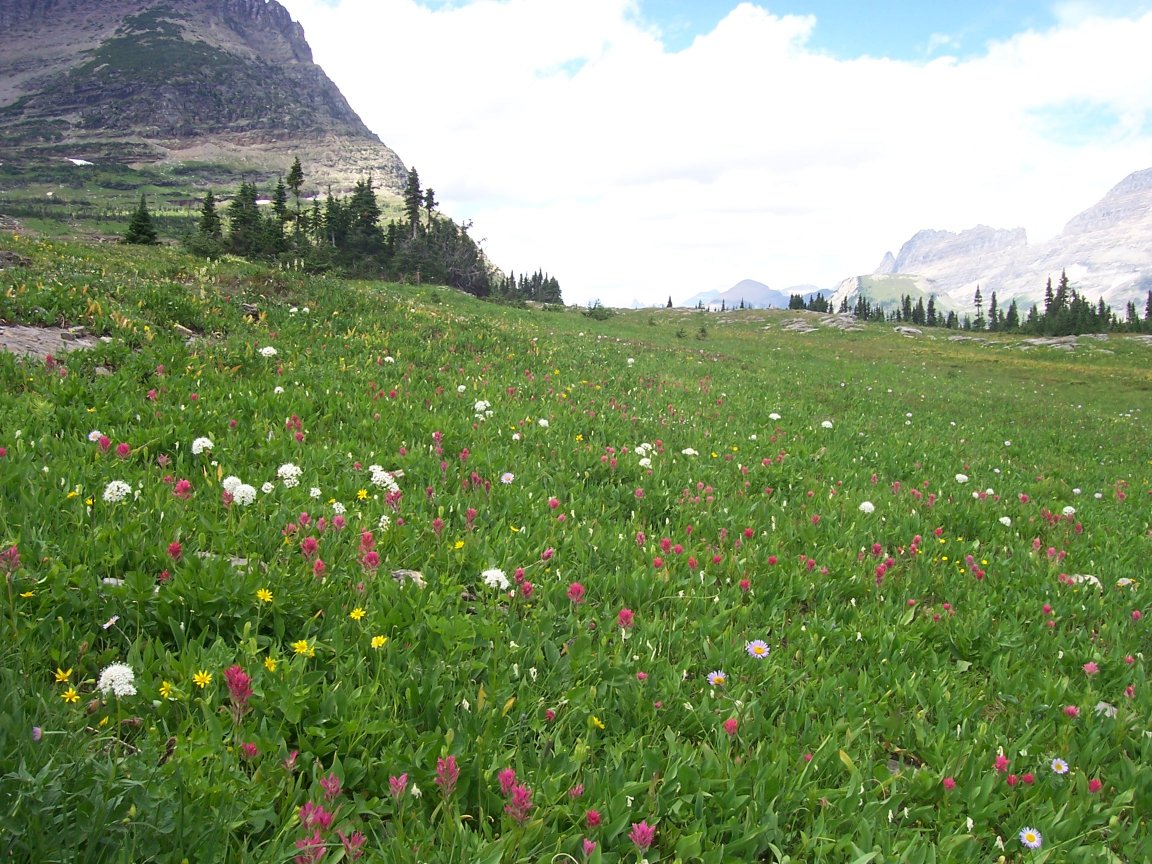
Flore d'Alpage.
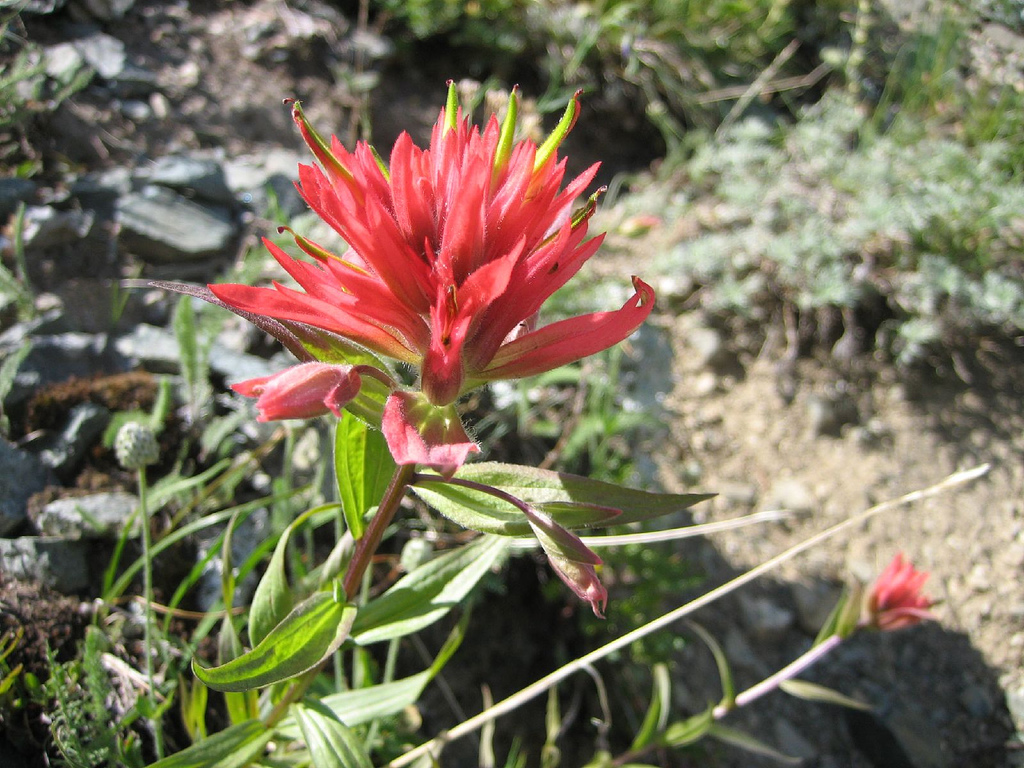
Un « pinceau indien » (Castilleja sp.).

### Faune

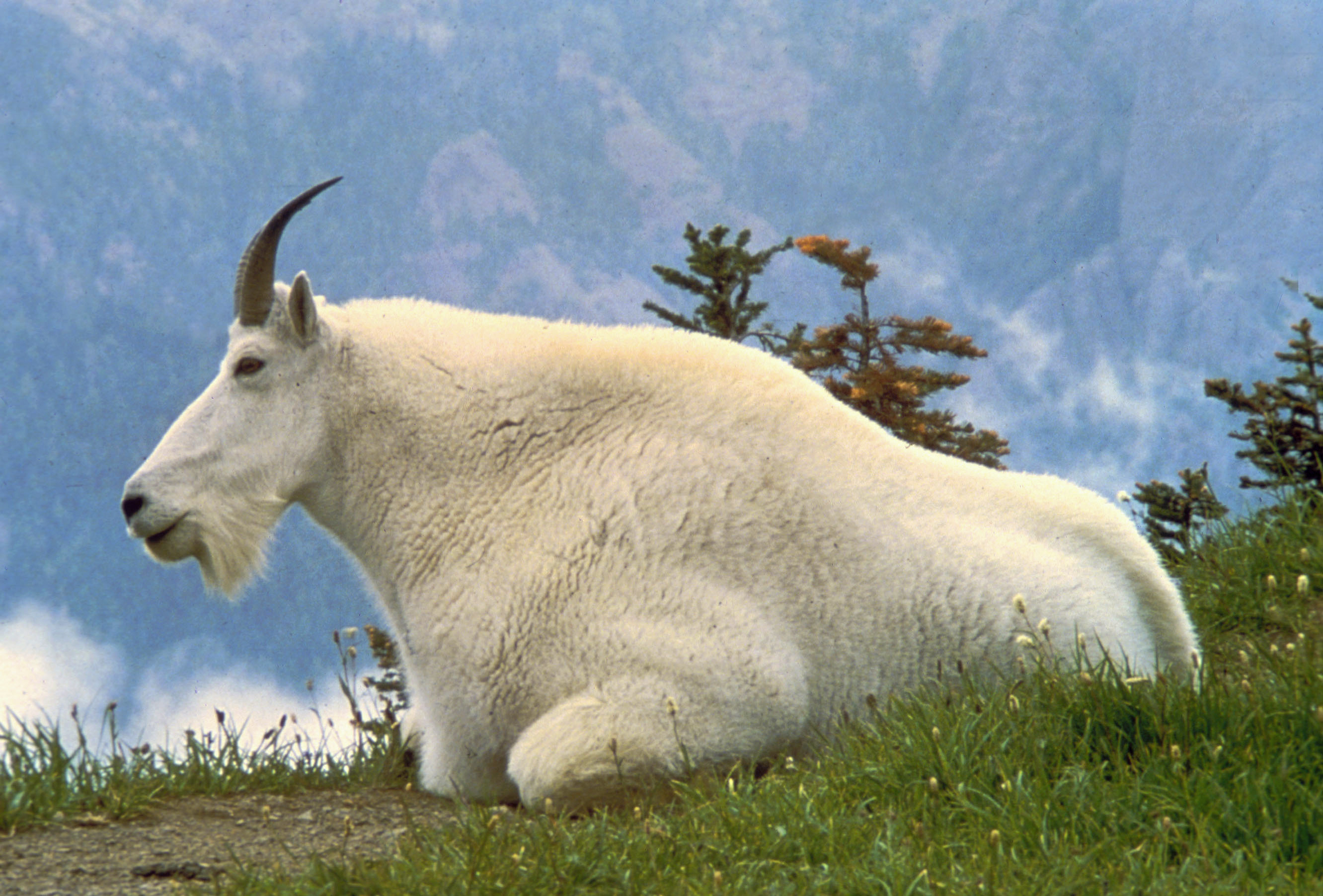
Chèvre des montagnes Rocheuses, emblème du parc.

Toutes les espèces observées dans le parc lors des premières explorations par les européens sont toujours existantes mis à part le bison et le caribou des bois. De nombreuses espèces ont été découvertes par la suite. Le parc est donc un écosystème assez bien préservé, dû à la création précoce du parc, sa superficie et, à ce titre, très intéressant pour les biologistes. On dénombre une soixantaine d'espèces de mammifères, dont des espèces menacées comme le grizzli et le lynx du Canada, présentes dans le parc. Bien que le nombre d'animaux de ces espèces soit proches du nombre au temps de la découverte du parc, ces espèces sont menacées de disparition dans de nombreuses autres zones du pays, exception faite de l'Alaska.
En moyenne, on dénombre une à deux attaques d'ours sur des humains dans le parc chaque année. Depuis la création du parc en 1910, on a dénombré dix décès causés par les ours.
Le nombre exact de grizzlis et de lynx du Canada n'est pas connu avec précision mais les scientifiques du parc estiment la population de grizzlis à 350 individus. Une étude lancée en 2001 vise à déterminer le nombre de lynx. Une autre étude a montré que le glouton, qui est un animal très peu répandu aux États-Unis (Alaska non compris), est également présent dans le parc. La population d'ours noirs est quant à elle estimée à 800 individus. L'animal emblème du parc est la chèvre des montagnes Rocheuses.
Le parc abrite également le mouflon canadien, l'orignal, le wapiti, le cerf hémione, le cerf de Virginie, le coyote, le cougar. Contrairement au parc national de Yellowstone qui a connu une réintroduction du loup dans les années 1990, le parc de Glacier a toujours été habité par des meutes de loups. 62 espèces de mammifères ont été observées dont le blaireau, la loutre de rivière, le porc-épic, le furet, les martres, le pékan et six espèces de chauves-souris.

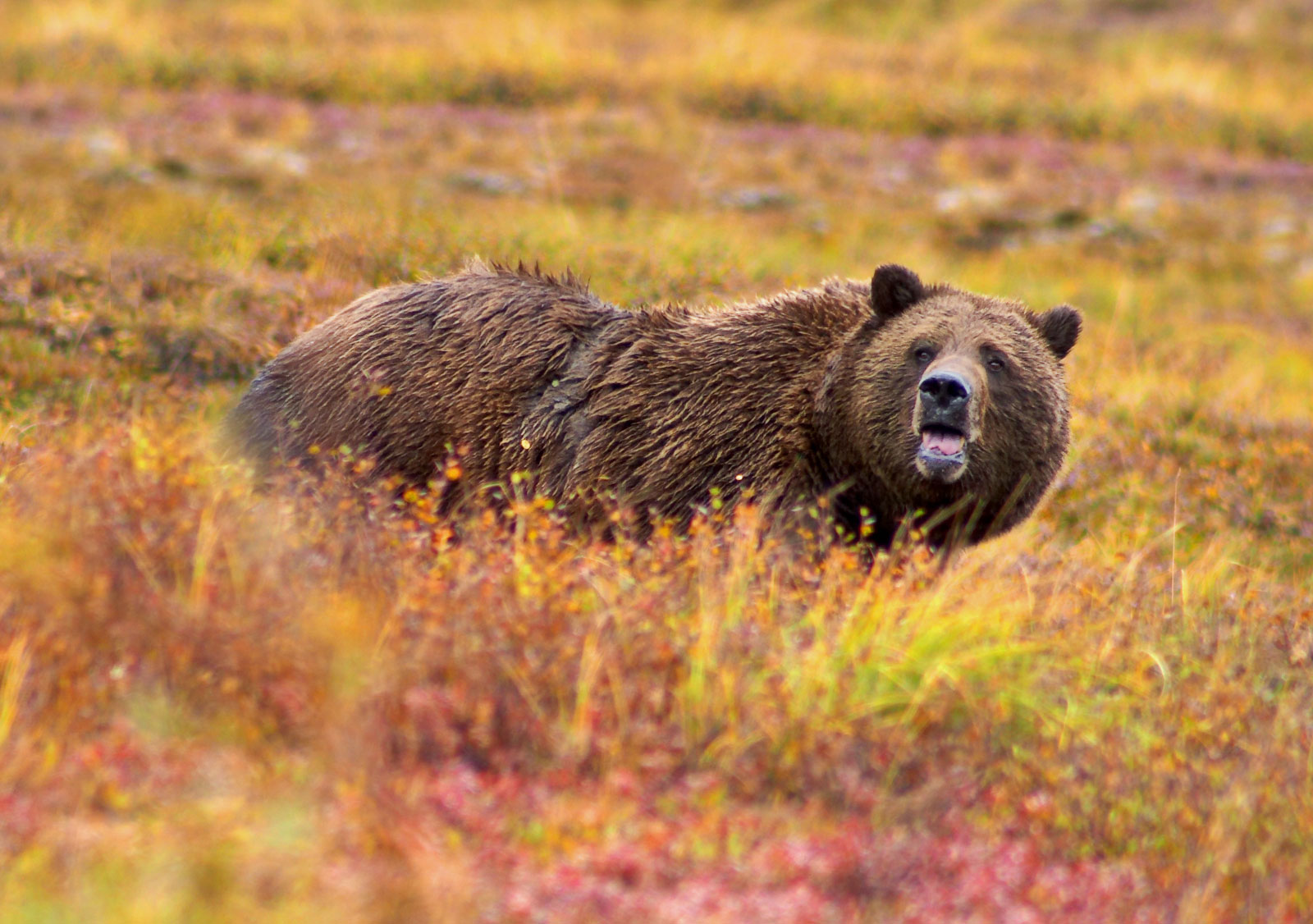
Le grizzli, une espèce menacée.
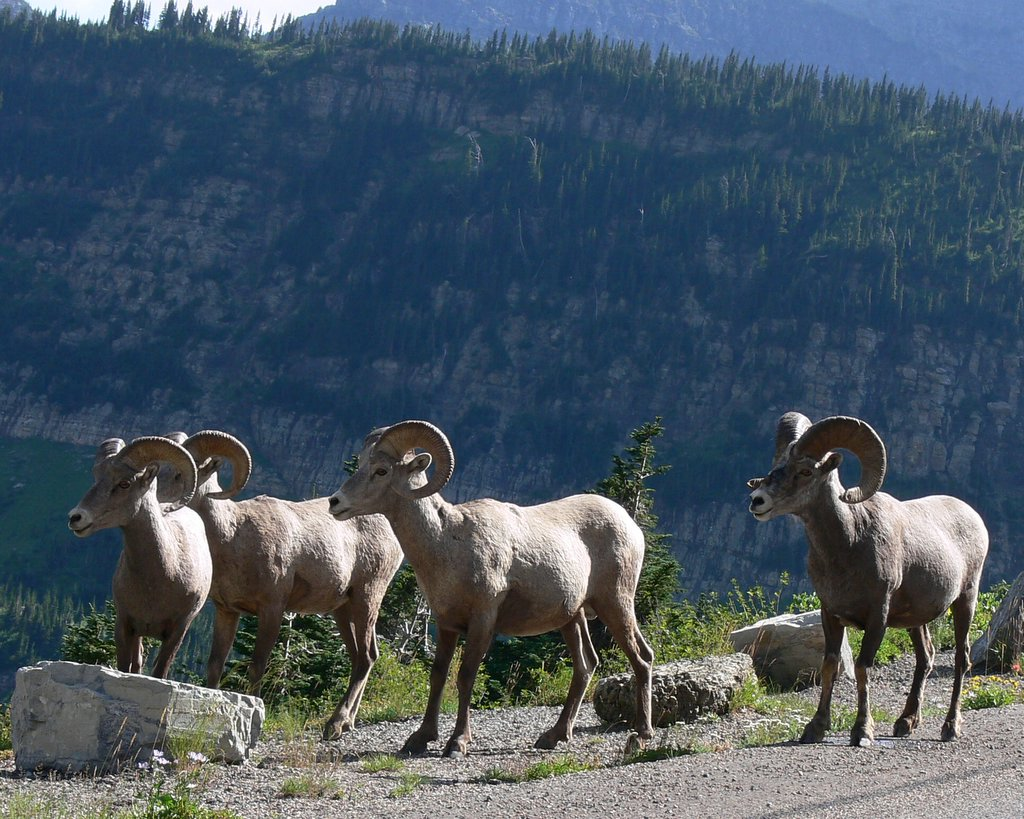
Mouflons canadiens.
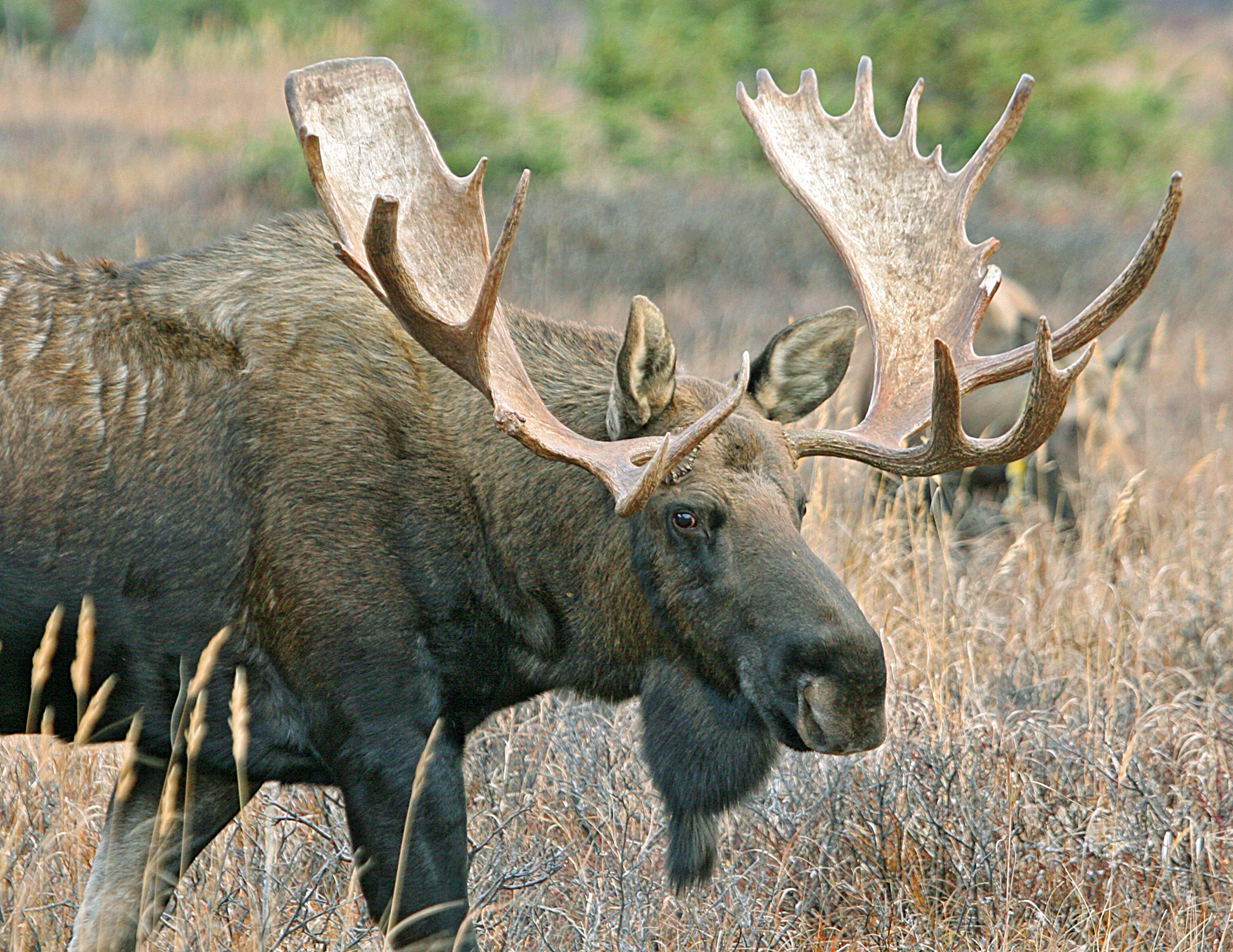
Orignal.
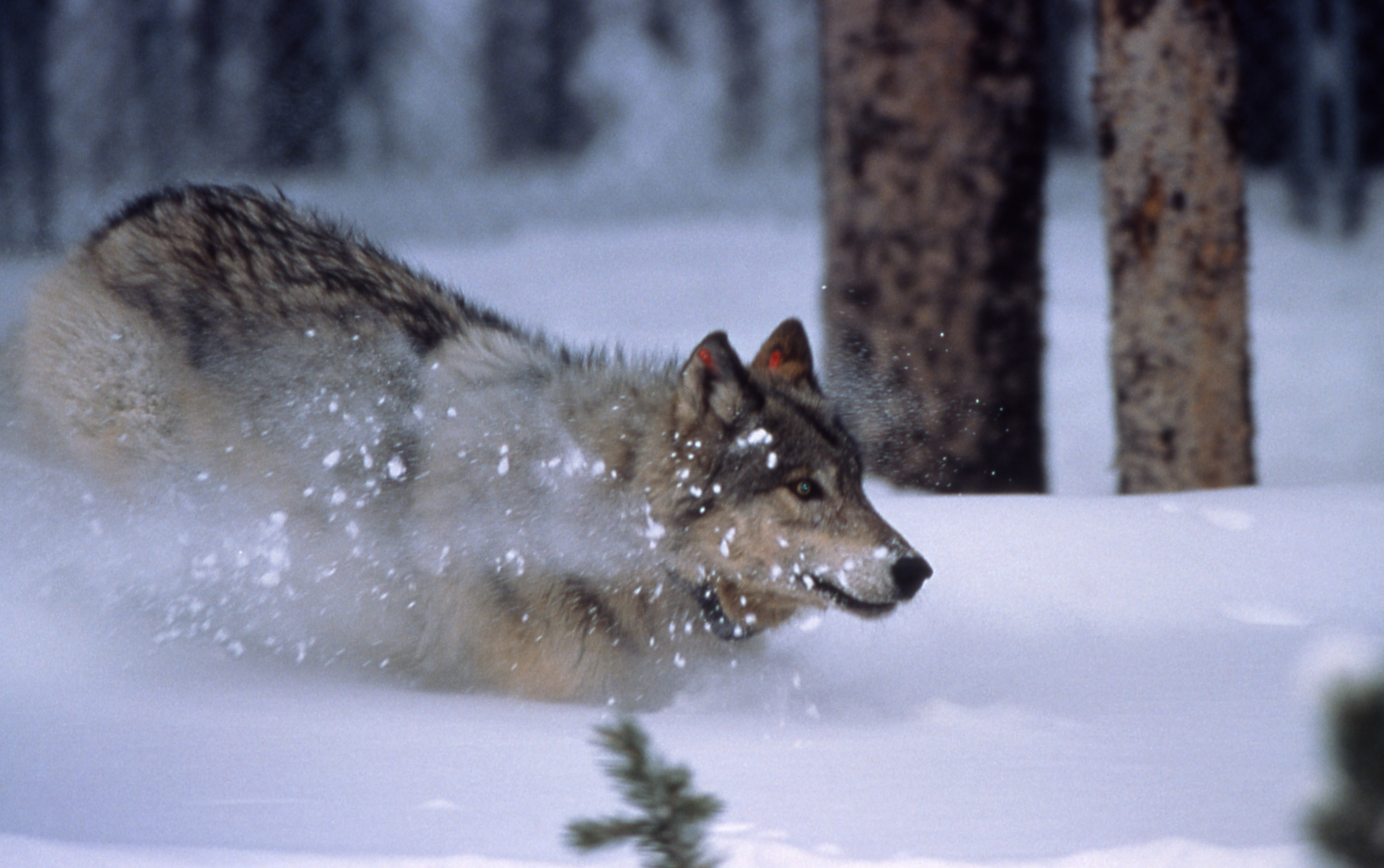
Loup de Mackenzie (Canis lupus occidentalis).

Un total de 260 espèces d'oiseaux ont été enregistrées dans le parc. Les oiseaux de proie sont représentés par le pygargue à tête blanche, l'aigle royal, le faucon pèlerin, le balbuzard pêcheur, le grand-duc d'Amérique et diverses autres espèces de rapaces.
L'arlequin plongeur est une espèce de canard plongeur très colorée vivant à proximité des lacs et des cours d'eau. Le grand Héron, le cygne siffleur, la bernache du Canada et le canard d'Amérique sont les espèces d'oiseaux d'eau les plus répandues dans le parc. Le cassenoix d'Amérique, le geai de Steller, le carouge à épaulettes, le Grand Pic et le jaseur d'Amérique peuplent les forêts denses tandis que le lagopède alpin et le roselin à tête grise peuplent les régions alpines. La population de cassenoix d'Amérique a diminué ces dernières années à la suite de la disparition progressive du pin à écorce blanche dont il se nourrit,.
À cause du climat froid, les reptiles poïkilothermes sont rares avec seulement deux espèces de thamnophis et la tortue peinte. Pour les mêmes raisons, il n'existe que peu d'amphibiens. Après le grand incendie de 2001, des routes furent fermées quelques années pour permettre au crapaud boréal de migrer sans risque vers d'autres régions
Du côté des poissons, le parc de Glacier est le refuge de l'espèce menacée omble à tête plate qu'il est obligatoire de relâcher en cas de pêche. Dans les lacs et les rivières, on dénombre au total 23 espèces de poissons dont la truite à gorge coupée, le grand brochet, la corégone, le saumon rouge et l'ombre commun. Introduits par l'homme, la truite grise et d'autres poissons ont un impact négatif sur les populations de poissons endémiques.

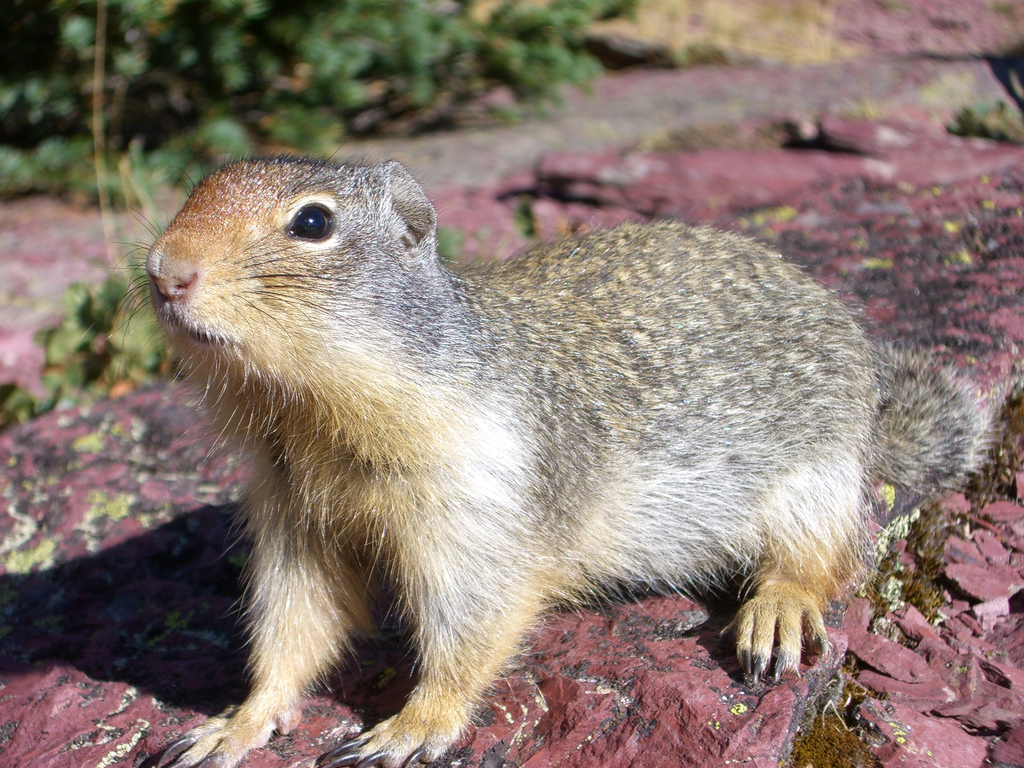
Spermophile de Colombie.
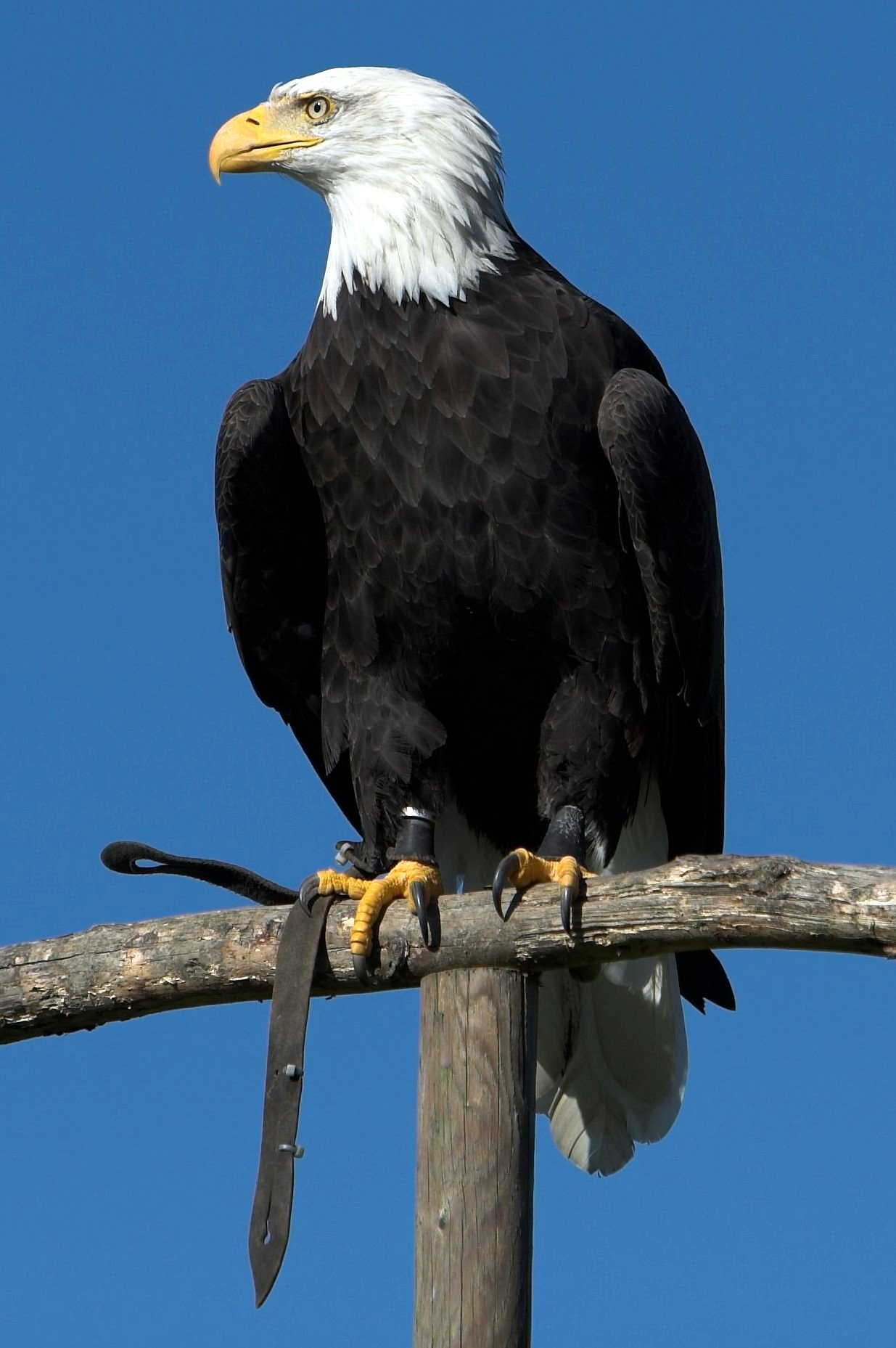
Pygargue à tête blanche, symbole du pays.
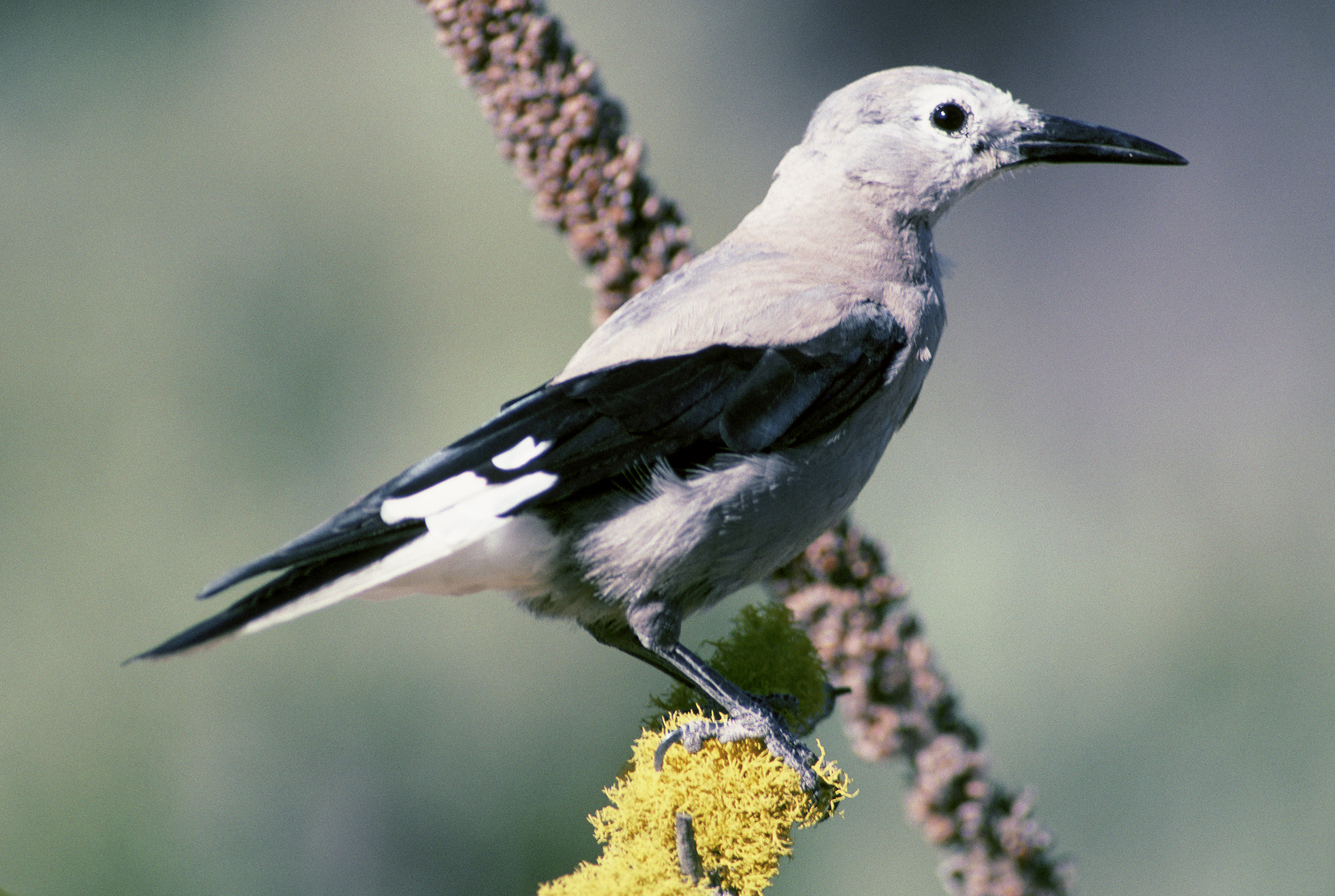
Cassenoix d'Amérique.
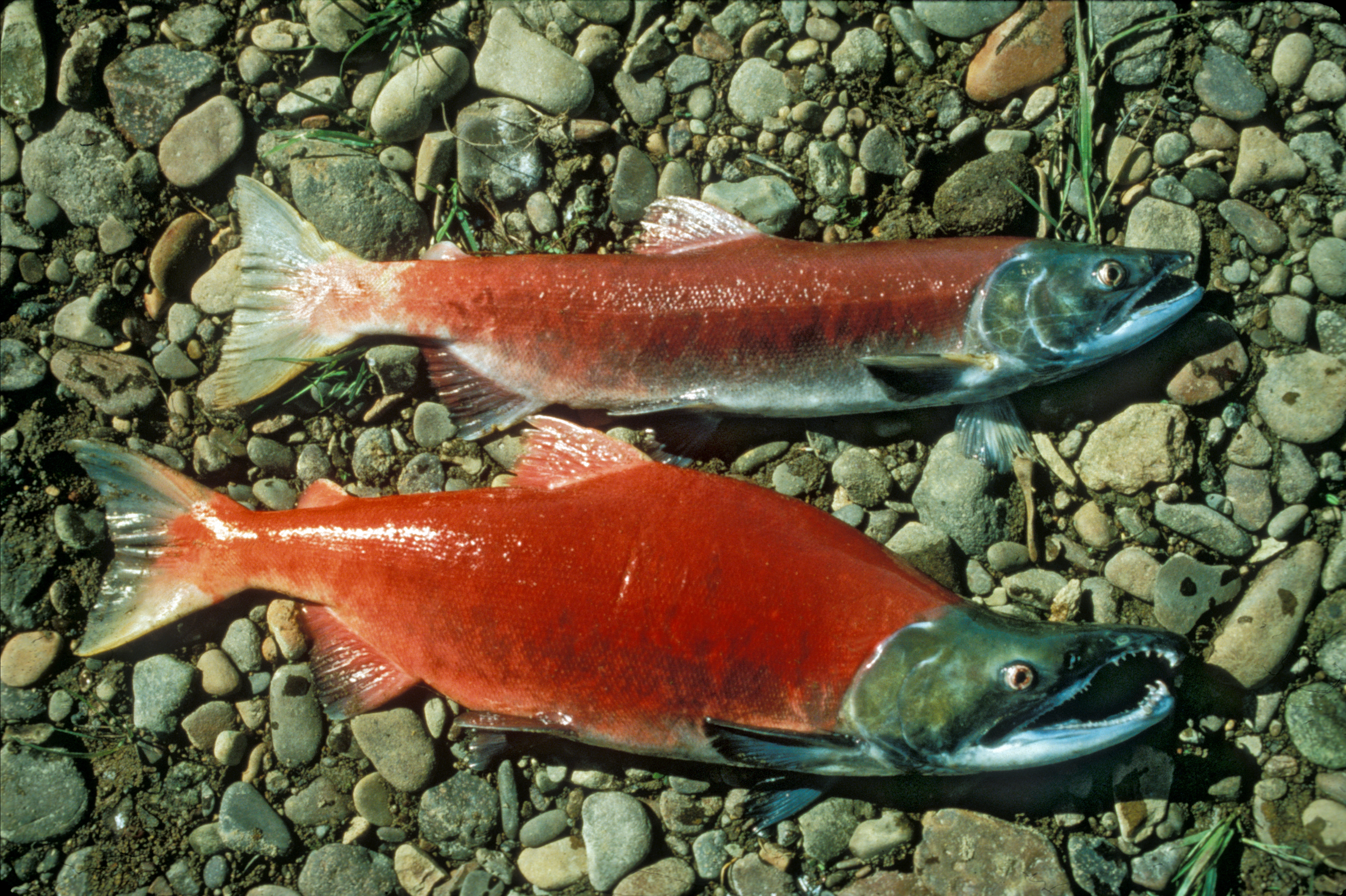
Saumons rouges, un délice pour les ours.

### Incendies

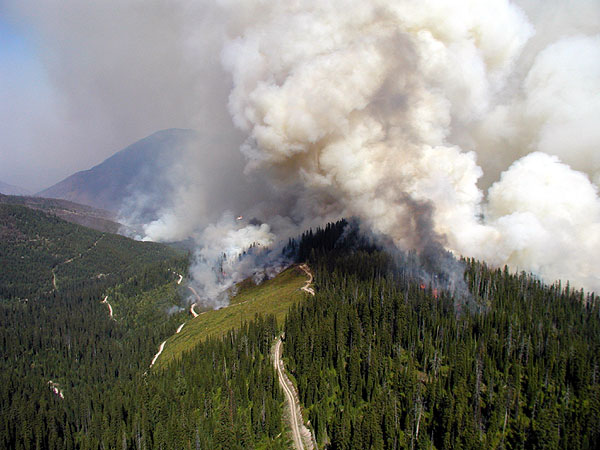
Les incendies ont ravagé 10 % du parc en 2003.

Dans le passé, les feux de forêts étaient considérés comme une grave menace pour les forêts. Cependant, après les années 1960, des études ont démontré que les incendies avaient un rôle important dans le fonctionnement et la richesse de l'écosystème. D'anciennes politiques de gestion visant à empêcher tout incendie dans le parc ont causé une accumulation excessive de végétaux morts en décomposition qui jusque-là étaient brûlés par les incendies naturels. Or, de nombreuses espèces de plantes ont besoin de ces incendies qui libèrent des terres tout en enrichissant le sol en nutriments.
Le parc national de Glacier a pour politique de supprimer tous les incendies accidentels causés par l'homme. Lorsqu'un incendie apparaît naturellement, le feu est surveillé et supprimé en fonction de son ampleur et de la menace qu'il fait peser sur l'homme et les bâtiments du parc. Les plus grands incendies nécessitent une aide extérieure qui est coordonnée par le centre national de coordination pour la lutte incendie.
Dans le parc voisin des Lacs-Waterton, une politique d'incendies volontaires et maîtrisés est d'application. La raison est que les pins à écorce blanche qui ont survécu à la rouille vésiculeuse des pins possèdent des gênes résistants à la maladie. En cas d'incendie, les pins blancs sont les premiers arbres à réapparaître sur les terres ravagées. 

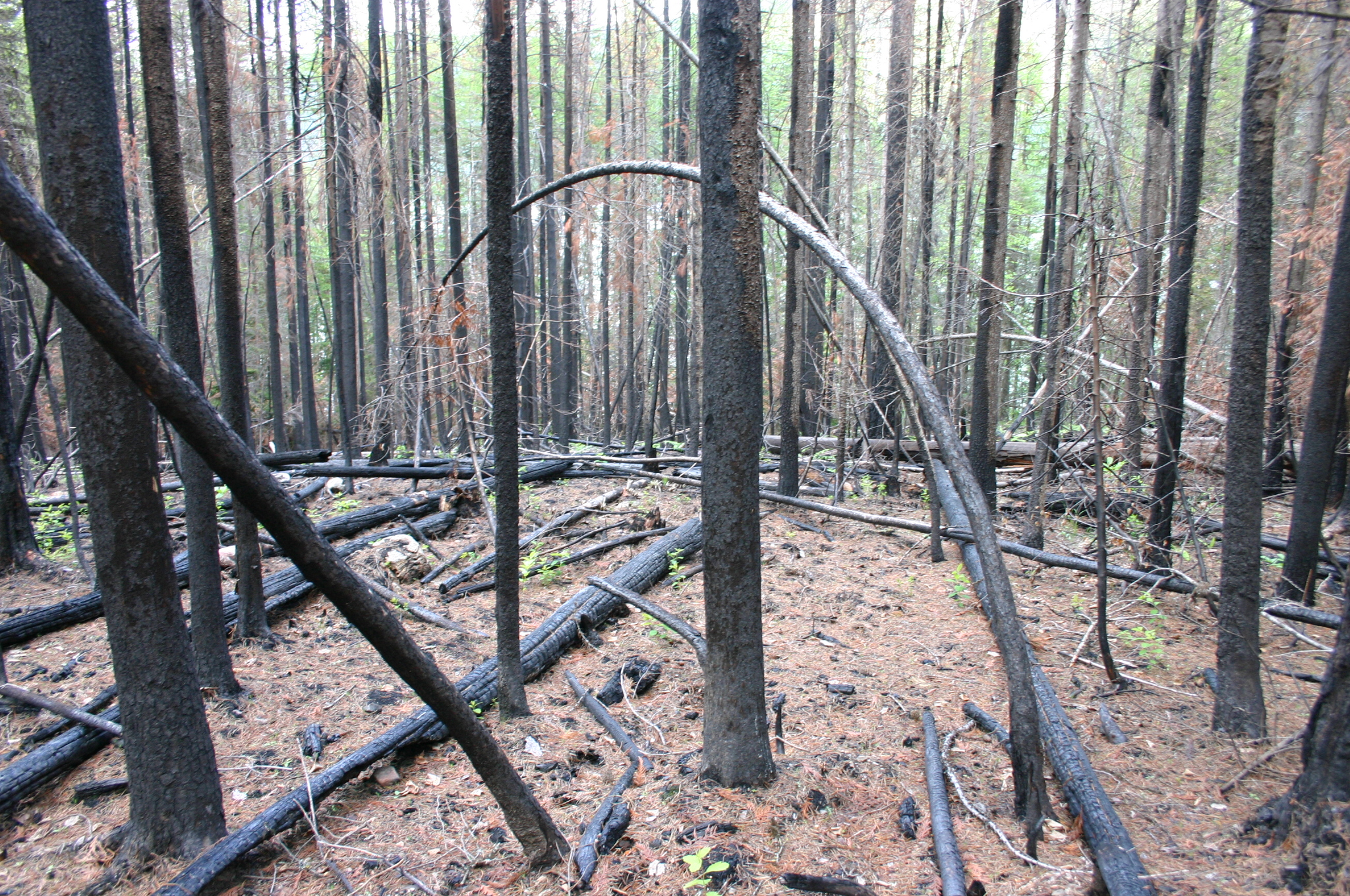
Forêt incendiée en 2003.

En créant des incendies artificiels maîtrisés, on favorise la réapparition de nouveaux arbres dans certaines zones. Ces arbres qui proviennent des semences des arbres résistants ont gardé les mêmes propriétés génétiques. Un grand nombre de pins blancs résistants pourront ainsi repeupler les zones incendiées puisque la zone leur est favorable.
À la suite de la croissance de l'urbanisation à proximité du parc, des plans spéciaux de lutte incendie sont mis en œuvre pour faire prendre conscience aux propriétaires des dangers des incendies. Des mesures sont prises pour que les habitations à proximité du parc soient plus résistantes au feu. Les arbres morts et couchés sont ainsi enlevés des environs immédiats des lieux habités pour réduire le risque de départ d'incendie et des systèmes d'alerte incendie informent les propriétaires des habitations et les visiteurs dans les forêts du risque plus ou moins élevé en fonction de la sécheresse. En 2003, 550 km2 du parc partirent en fumée en raison de sécheresses récurrentes depuis cinq ans. Il s'agit du plus grand incendie qu'ait connu le parc depuis sa création en 1910.

## Histoire

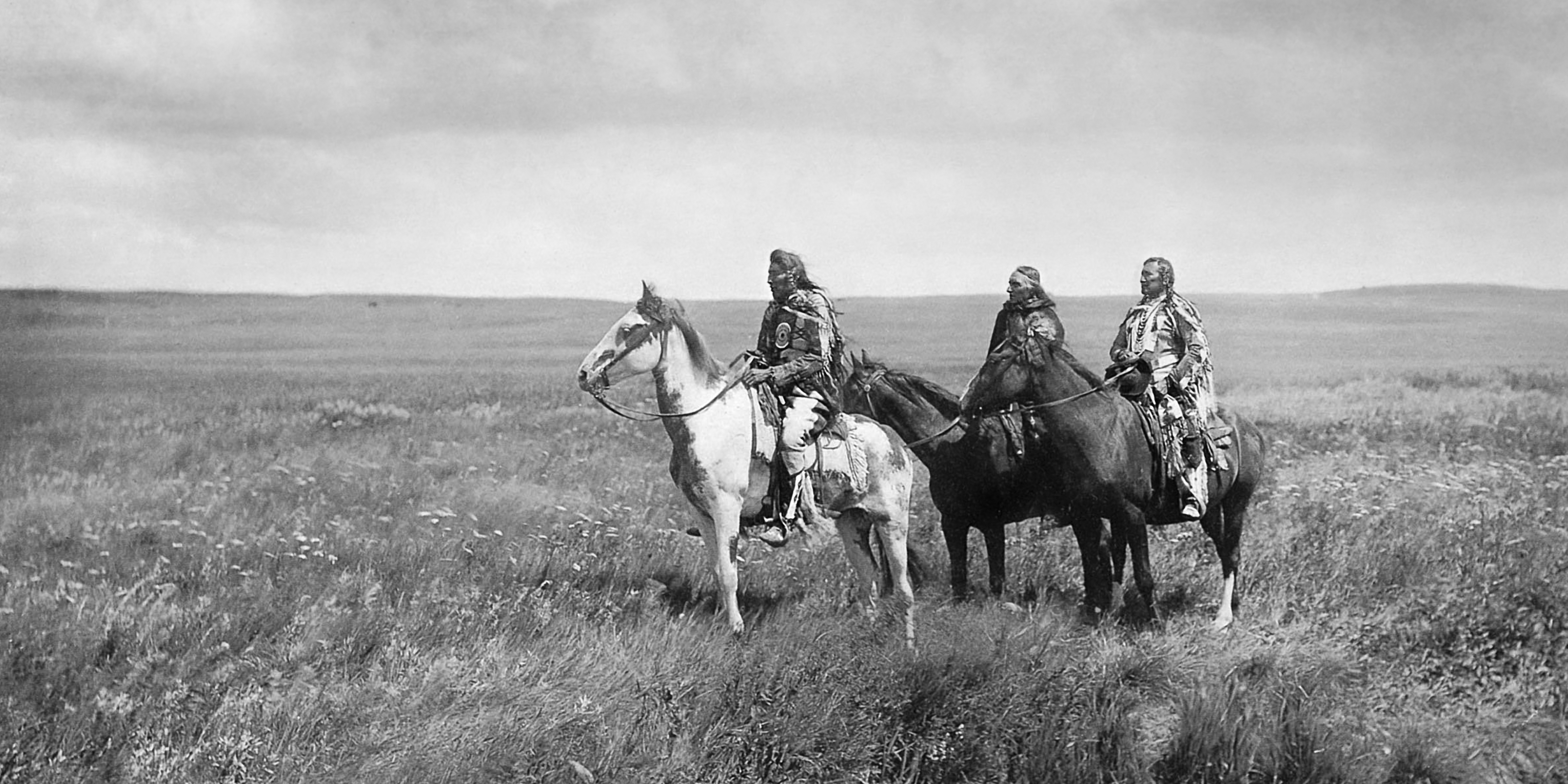
Les Pieds-Noirs vivaient à l'est du parc national.

Des vestiges archéologiques démontrent que des Amérindiens arrivèrent dans la région il y a environ 10 000 ans. Ceux-ci étaient les ancêtres des tribus actuelles des Salishs, Têtes-Plates, Shoshones et Cheyennes.
Les Pieds-Noirs n'arrivèrent dans la région qu'au début du XVIIIe siècle mais dominèrent rapidement la partie orientale du parc ainsi que les plaines situées encore plus à l'est. La région du parc offrait aux Amérindiens des abris contre les vents forts des plaines durant les rudes hivers. La région du parc apportait également un apport alimentaire supplémentaire aux Indiens qui chassaient habituellement le bison dans les plaines situées à l'est du parc. Aujourd'hui, la réserve indienne des Pieds-Noirs borde la limite orientale du parc alors que la réserve indienne des Têtes-Plates est située au sud-ouest du parc. Lors de la création de la réserve des Pieds-Noirs en 1855 à la suite du traité de Lame Bull, la réserve s'étendait sur la partie orientale du parc actuel jusqu'au niveau du Continental Divide. Les Pieds-Noirs considéraient la montagne Chief Mountain et la région proche de Two Medicine comme des lieux sacrés où ils pratiquaient des cérémonies rituelles. En 1895, le chef des Pieds-Noirs White Calf accepta de vendre pour 1,5 million de dollars une zone de 3 240 km2 au gouvernement des États-Unis. Les limites actuelles entre la réserve amérindienne et le parc datent de cette époque.
En explorant la région de la rivière Marias en 1806, l'expédition Lewis et Clark traversa un secteur du parc actuel. Plusieurs explorations après 1850 permirent de mieux connaître la région. George Bird Grinnell visita la région à la fin des années 1880 et fut tellement impressionné par les paysages qu'il passa les 20 années suivantes de sa vie à tout faire pour que le lieu devienne un parc national. En 1901, Grinnell fit dans un ouvrage une description de la région qu'il qualifia de « Couronne du continent » en vue de protéger la zone en la faisant mieux connaître. Grinnell fut suivi par d'autres explorateurs comme Henry L. Stimson qui gravit avec deux autres personnes, dont un guide amérindien, la montagne sacrée de Chief Mountain en 1892.

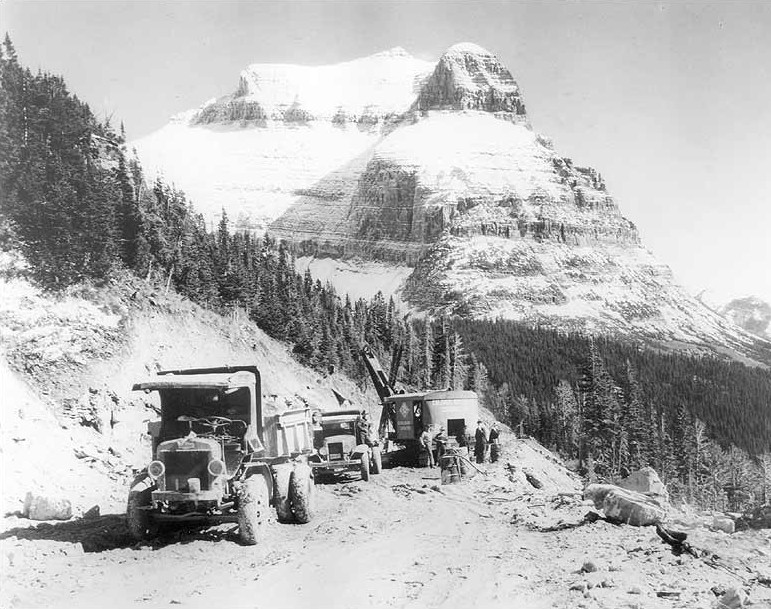
Construction de la route Going-to-the-Sun Road qui traverse le parc d'est en ouest (photo de 1932).

En 1891, le chemin de fer Great Northern Railway traversa le Continental Divide au niveau du col de Marias (1 589 mètres) en longeant la limite sud du parc actuel. Pour renforcer l'utilisation de sa ligne de chemin de fer, le Great Northern Railway vanta très rapidement la beauté de la région du parc. La compagnie fit du lobbying auprès du congrès américain et, en 1900, le parc devint une zone de préservation de la forêt. L'exploitation minière était toutefois encore permise mais ne fut pas un succès économique. Pendant ce temps, les défenseurs de la région, dont Grinnell, Stimson et la compagnie ferroviaire, continuèrent leurs efforts et parvinrent en 1910 à faire de la région un parc national. Ce fut le 11 mai 1910 que le président américain William Howard Taft signa le décret. Entre le mois de mai et le mois d'août, le responsable de l'ancienne réserve forestière dénommé Fremont Nathan Haines fut le premier responsable du parc. Il fut ensuite remplacé par le premier superintendant désigné du parc du nom de William Logan.
Sous la direction de son président Louis W. Hill, le Great Northern Railway construisit de nombreux hôtels et chalets à travers le parc dans les années 1910 en vue de promouvoir le tourisme dans celui-ci. Ces bâtiments, gérés par la succursale Glacier Park Company de la compagnie de chemin de fer, furent dessinés selon l'architecture des chalets suisses. Le but était de donner au parc une image de « Suisse américaine ». Les visiteurs transportaient leurs affaires à dos de cheval pour atteindre les chalets plus éloignés dans le parc comme dans la région de Many Glacier.
Les chalets construits entre 1910 et 1913 se nommaient Belton, St. Mary, Going-to-the-Sun, Many Glacier, Two Medicine, Sperry, Granite Park, Cut Bank, et Gunsight Lake. Le chemin de fer a également construit le Glacier Park Lodge à l'est du parc et le Many Glacier Hotel sur la rive orientale du lac Swiftcurrent. Louis Hill sélectionna personnellement les emplacements de ses hôtels en fonction des paysages environnants. Un autre investisseur du nom de John Lewis construisit de son côté le Lewis Glacier Hotel près du lac McDonald entre 1913 et 1914. 

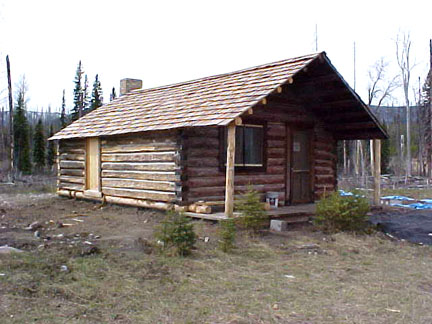
La McCarthy Homestead Cabin, une des nombreuses constructions du parc inscrites au Registre national des lieux historiques.

Le Great Northern Railway racheta l'hôtel en 1930 et celui-ci fut renommé en Lake McDonald Lodge. Certains de ces chalets étaient situés au plus profond du parc et n'étaient accessibles que par la marche sur des sentiers de randonnées. Aujourd'hui, seuls les bâtiments de Sperry, Granite Park, et Belton Chalets sont toujours actifs. Le Two Medicine Chalet est maintenant devenu un magasin du nom de Two Medicine Store. Les bâtiments toujours existants des chalets et des hôtels situés dans le parc ont été désignés comme National Historic Landmarks. Au total, 350 constructions situées dans le parc font partie du Registre national des lieux historiques.
Plus tard, lorsque l'utilisation de l'automobile se développa, des travaux de construction de la route Going-to-the-Sun Road furent lancés. Cette route d'environ 85 km de long fut terminée en 1932. Aussi connue sous le nom de Sun Road (Route du soleil), cette route est la seule qui traverse le parc de part en part. Elle franchit à mi-chemin le Continental Divide au niveau du col Logan (2 025 m). Cette route fait également partie du registre national des lieux historiques.
L'U.S. Route 2 franchit le Continental Divide au niveau du col de Marias Pass en dehors du parc. Cette route longe la frontière méridionale du parc en reliant les villes de West Glacier et d'East Glacier. Durant les années 1930, Le Civilian Conservation Corps participa à la construction de nombreux sentiers et campements à travers le parc. L'augmentation du trafic des véhicules motorisés durant les années 1930 favorisa la création de nouveaux hébergements comme le Swiftcurrent Motor Inn et le Rising Sun Auto Camp. Ces sites sont eux aussi listés sur le registre national des lieux historiques.

## Gestion et administration

Logo du National Park Service.

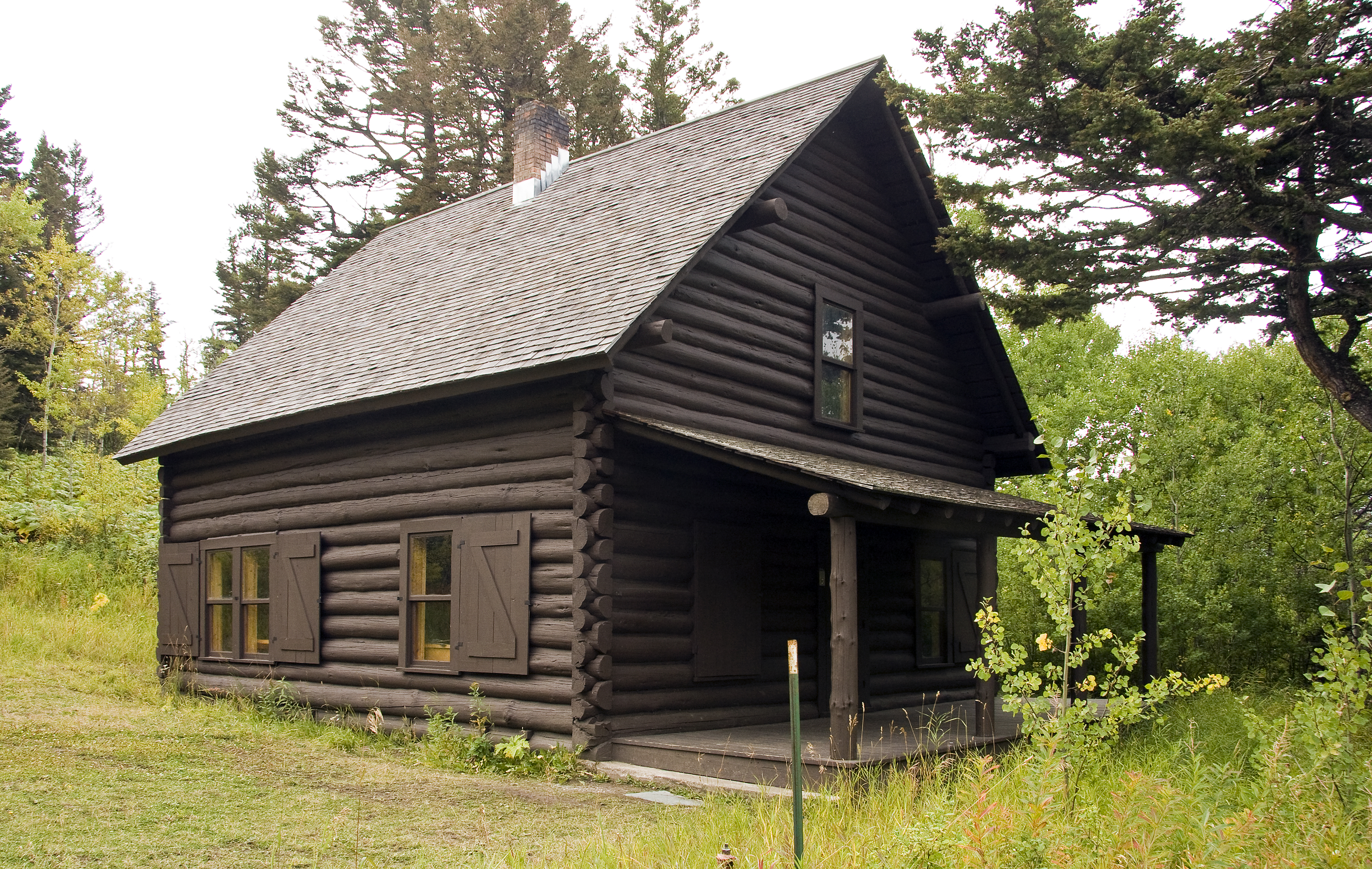
Saint Mary Ranger Station, une station de rangers gérée par le service national des parcs.

Le parc national est géré par le service national des parcs (National Park Service) qui dépend du ministère de l'intérieur américain et dont le quartier général local se situe à West Glacier. Ce service national dispose d'un budget annuel total de 2,361 milliards de dollars (2005) et doit gérer au niveau national plusieurs zones protégées dont la superficie totale avoisine les 340 000 km2. Annuellement, le nombre de visiteurs du parc approche les 2 millions malgré sa faible accessibilité due à son éloignement.
En 2008, le budget prévisionnel sur 10 ans du parc s'élève à environ 3 milliards de dollars. Ce budget sert essentiellement à payer le personnel présent dans le parc et à rénover ou améliorer des routes ou certains bâtiments. Plus de 60 % des employés sont des saisonniers qui ne travaillent que durant l'été. Seulement 20 % du budget annuel provient des entrées financières en provenance des billets d'entrée et de la location de places dans les campings. Le reste du budget provient du niveau fédéral ou de donations.
Le rôle du service national des parcs est de préserver et de protéger les ressources naturelles et culturelles. Le Congrès des États-Unis lui conféra le titre d'agence fédérale lors de la ratification du National Park Service Organic Act le 25 août 1916. Selon cette loi, la mission du service est de promouvoir et de réguler l'utilisation des parcs nationaux en protégeant les paysages, la vie sauvage et les sites historiques en vue de les laisser intacts pour les générations futures. La chasse, l'exploitation minière et forestière ainsi que la collecte de ressources naturelles et culturelles sont illégales dans le parc. L'exploration et l'exploitation de pétrole ou de gaz sont également interdites. En 1974, une étude sur la richesse du patrimoine naturel du parc a été soumise au congrès américain. Cette étude montrait que 95 % du parc pouvait être classé en Wilderness Area (réserve naturelle protégée). Le congrès n'ayant toujours pas donné son accord, la majeure partie n'est pas encore classée mais le National Park Service gère le parc de la même façon qu'une réserve naturelle.
Le service du parc est confronté à la restauration des hôtels pour que ceux-ci puissent répondre aux besoins actuels des visiteurs tout en préservant leur caractère traditionnel imposé par le statut de lieu historique national. Le coût de ces travaux est estimé à près de 100 millions de dollars alors que le nombre total de chambres dans les hôtels avoisine les 500 unités. Les hôtels doivent par exemple être équipés en protection incendie pour répondre aux lois actuelles. Il existe également des problèmes causés par la présence d'asbeste dans certains bâtiments. Un plan de réhabilitation de la route Going-to-the-Sun Road est également en cours. Les travaux devraient être en partie terminés en 2010 à l'occasion du centième anniversaire du parc.

## Tourisme

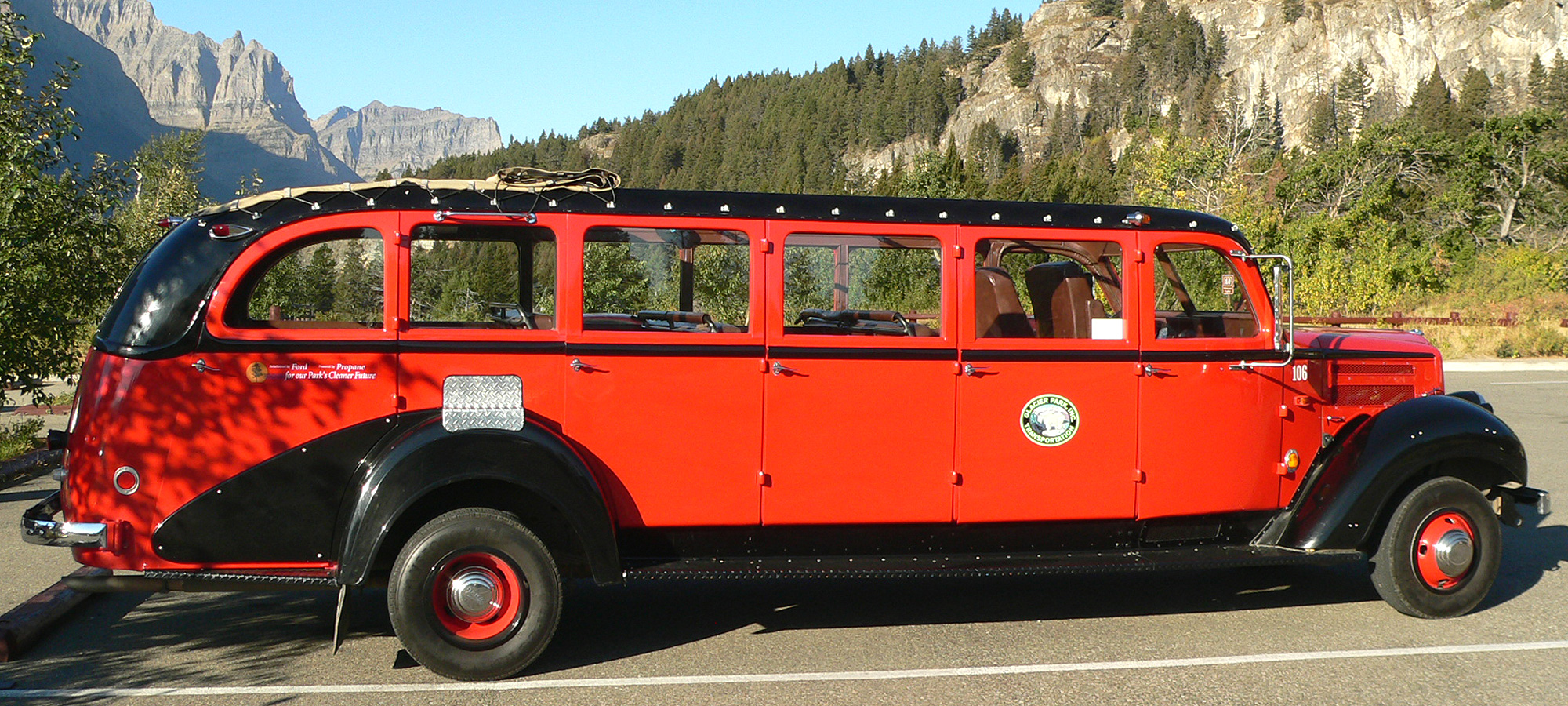
Bus d'excursion Jammer tour bus.

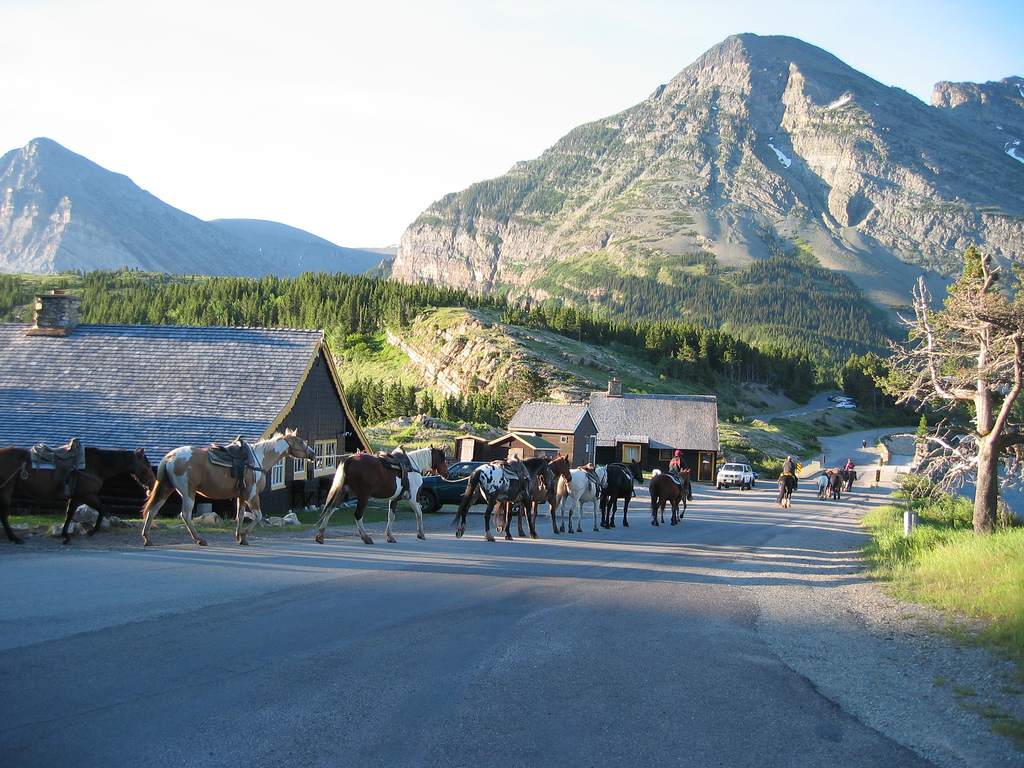
Randonnées guidées à cheval.

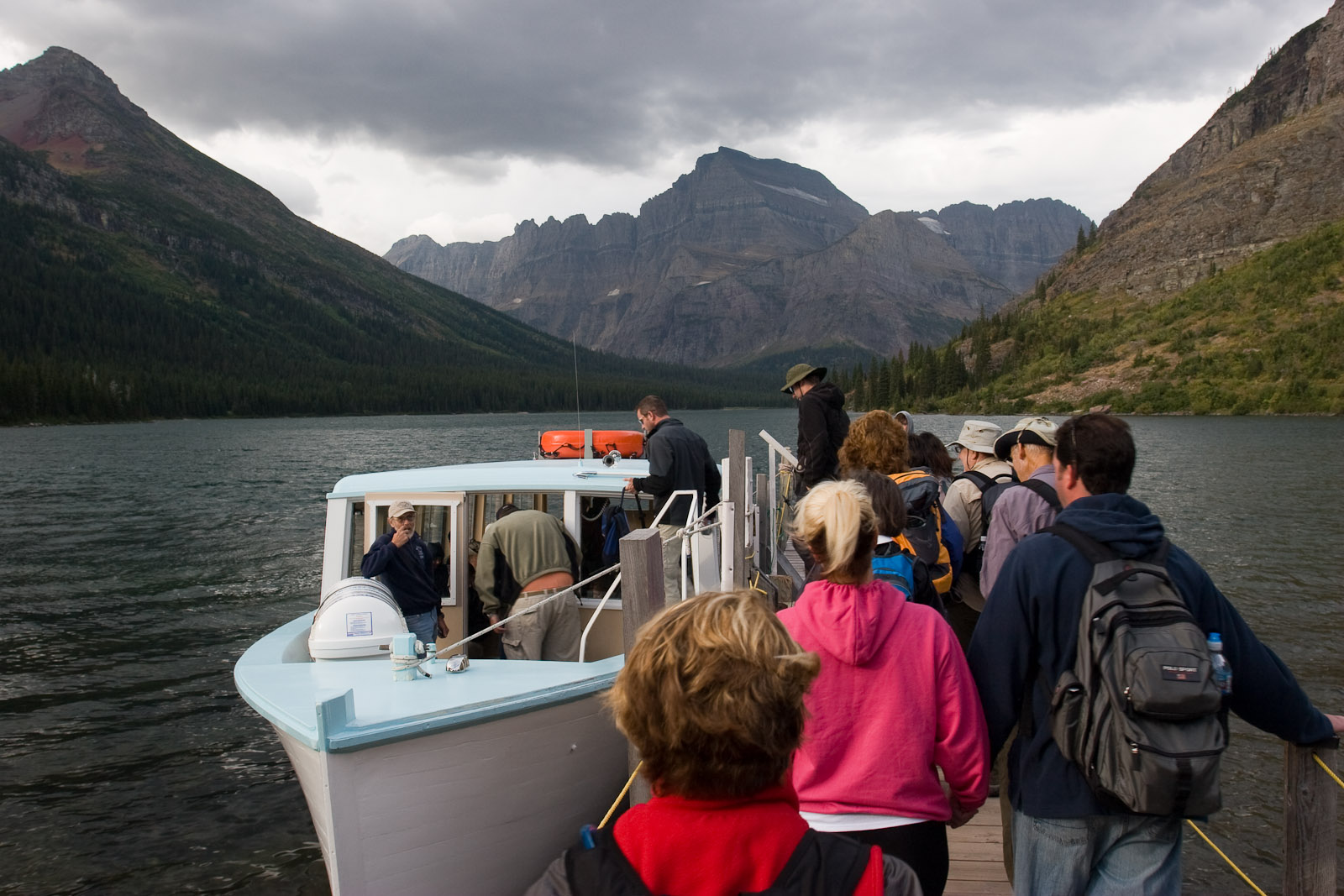
Excursion en bateau (le Morning Eagle) sur le lac Josephine.

Le parc national de Glacier est éloigné des villes importantes. L'aéroport le plus proche se situe au sud-ouest du parc dans la ville de Kalispell dans le Montana. Des trains Amtrak s'arrêtent au niveau des localités proches de East Glacier et de West Glacier. En 2011, le parc a accueilli 1 853 564 touristes.
Une flotte de bus anciens rouges dénommés Jammers sillonnent les routes principales du parc pour permettre aux visiteurs ne possédant pas de véhicule personnel de se déplacer. Les bus, qui avaient été mis en service en 1937, ont été remis à neuf pour un montant total de 800 000 dollars à la suite de la détection en 1999 d'une fatigue mécanique de leurs structures. En 2001, les bus rénovés arpentaient à nouveau les routes du parc tout en fonctionnant depuis avec du carburant GPL en vue de diminuer leur impact sur l'environnement. Chaque bus peut transporter jusque 17 passagers. Sur certains grands lacs, il est possible de faire des excursions en bateaux datant parfois des années 1920.
Le loisir le plus populaire dans le parc reste néanmoins la randonnée pédestre. Plus de la moitié des visiteurs du parc réalisent des randonnées lors de leurs séjours grâce à la présence de plus de 1 100 km de sentiers. Le chemin de randonnée Continental Divide National Scenic Trail, qui fait environ 175 km de long, traverse presque tout le parc du nord au sud. Des guides expérimentés sont également disponibles dans le parc. À cause de la présence des ours et d'autres gros mammifères dans le parc, les animaux de compagnie ne sont pas autorisés dans les sentiers. Ceux-ci ne peuvent se trouver que le long des routes et dans les campings accessibles par véhicules. Des randonnées de plusieurs jours sont possibles au départ du lac McDonald, du col Logan, de Many Glacier, du lac St. Mary et de Two Medicine. Finalement, il est possible de réaliser des ballades guidées à cheval sur certains sentiers.
Le camping n'est autorisé que dans les sites prévus le long des sentiers et des routes. Un permis pour camper est néanmoins obligatoire et il est fourni dans certaines maisons du tourisme du parc. Les zones reculées du parc sont couramment inaccessibles avant le mois de juin à cause des risques d'avalanches. Jusqu'au mois de juillet, il est possible que des sentiers en altitude soient recouverts de neige. Les plus grands camping se trouvent près des grands lacs à proximité de la route principale du parc. Le camp de la localité de St. Mary est ouvert toute l'année mais les conditions de vie en hors-saison sont très rudimentaires. Le restaurant est ainsi fermé durant toute la période creuse. En règle générale, la plupart des camps ne sont ouverts que de la mi-juin à la mi-septembre.
La pêche est une autre activité populaire du parc. Celui-ci est réputé pour la pratique de la pêche à la mouche grâce aux torrents présents en grand nombre. Il n'est pas nécessaire de posséder un permis pour pêcher dans le parc mais il faut absolument connaître les règles. En effet, certains poissons comme l'omble à tête plate doivent être obligatoirement relâchés et tous les poissons doivent être relâchés dans certaines zones du parc. Il est également interdit d'utiliser des engins motorisés sur l'eau. Les activités hivernales dans le parc sont très limitées. Les motoneiges sont illégaux mais il est toutefois possible de pratiquer du ski de fond dans les vallées près des limites orientale et occidentale du parc.

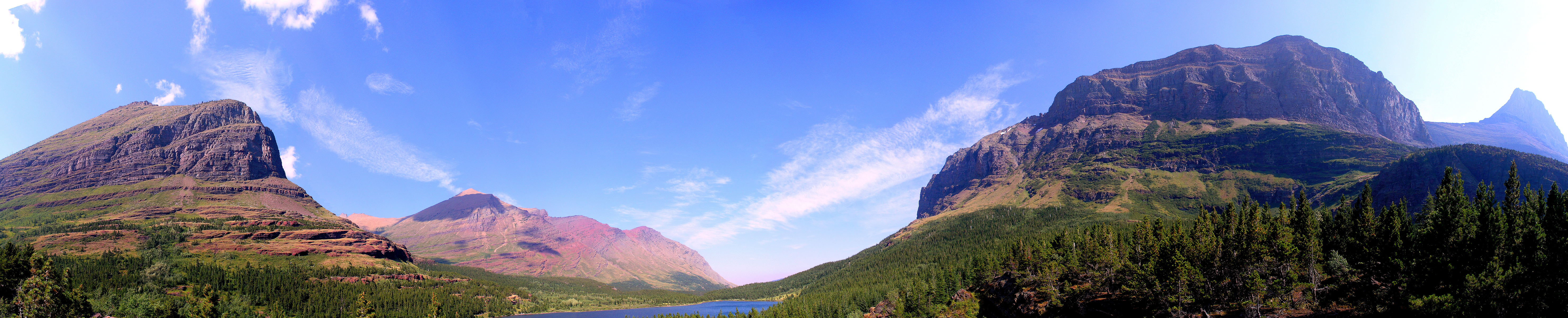
Panorama visible sur un chemin de randonnée à proximité de Many Glacier.

## Culture populaire

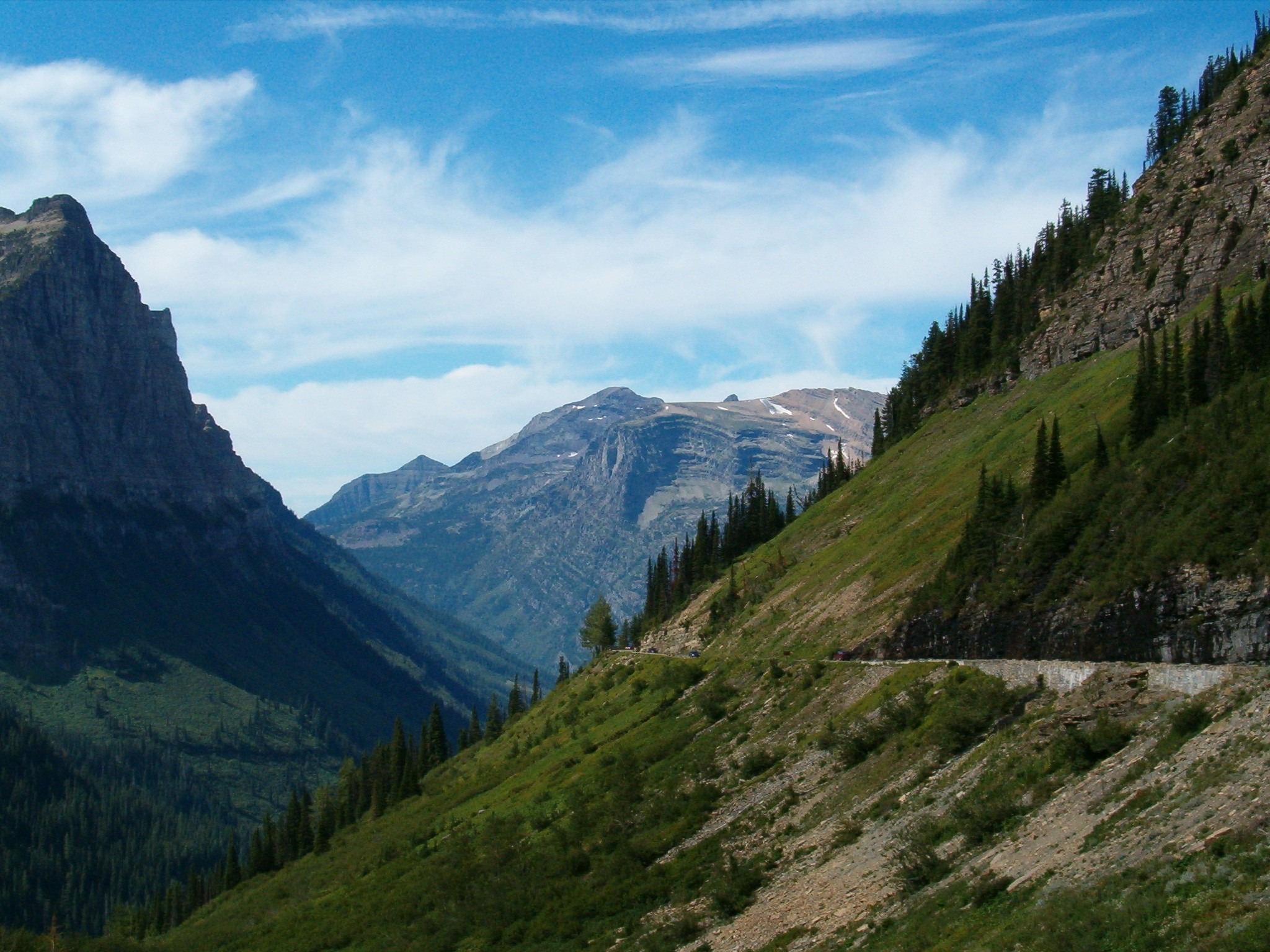
Going-to-the-Sun Road vue de la vallée McDonald.

Le parc est synonyme de grands espaces et de nature préservée. Son éloignement par rapport aux zones habitées a également été mis à profit dans le film Shining de Stanley Kubrick. La route Going-to-the-Sun Road y est en effet utilisée comme décor pour la scène du début du film lorsque la caméra suit le véhicule de Jack Torrance (joué par Jack Nicholson) à l'approche de l'hôtel Overlook, où il doit passer un entretien d'embauche pour le poste de gardien durant la période creuse.
La route est également visible un court instant dans le film Forrest Gump. Lors de la scène où Forrest (alias Tom Hanks) raconte ses voyages à sa femme Jenny gravement malade et alitée. Il parle d'un lac très clair dans lequel les montagnes se reflètent comme dans un miroir. Il s'agit en fait du lac St. Mary.
Enfin, le film La Chose d'un autre monde (The Thing from Another World), de Christian Nyby et Howard Hawks, a été tourné dans le cadre du parc.